# Énergie au Canada
Le secteur de l'énergie au Canada est caractérisé par l'abondance de ses ressources et la proximité immédiate d'un marché naturel : les États-Unis. Le Canada était en 2022 le 5e producteur d'énergie au monde, avec 3,7 % de la production mondiale et le 7e producteur d'électricité en 2023 avec une part de 2,1 %. Sa production d'électricité est tirée en majorité (66,9 % en 2023) des énergies renouvelables, en particulier de l'hydraulique (58,0 %) et de l'énergie éolienne (6,0 %) ; le nucléaire fournit 14,3 % et les combustibles fossiles 18,8 % (gaz naturel : 13,6 %, charbon : 4,3 %). L'électricité contribue pour 23,3 % à la consommation finale d'énergie du pays en 2022, qui est composée pour l'essentiel de produits pétroliers (43,6 %) et de gaz naturel (26,5 %).
Le Canada était en 2022 le 2e producteur mondial d'uranium avec 15 % de la production mondiale ; il figure également en 2023 parmi les plus grands producteurs d'hydroélectricité (3e rang), d'électricité nucléaire (6e rang), de pétrole (4e rang), de gaz naturel (5e rang) et de charbon (13e rang). Ses réserves de pétrole sont les quatrièmes au monde (10,2 % du total mondial), mais sont constituées à 97,3 % de sables bitumineux.
Les Canadiens sont de gros consommateurs d'énergie primaire : 359,7 GJ/habitant en 2023, soit 4,7 fois la moyenne mondiale ; ils dépassent même de 30 % leurs voisins américains, avec qui ils forment le plus grand marché commun énergétique au monde. Le Canada envoie vers les États-Unis 93 % de ses exportations de pétrole et la totalité de celles de gaz. Il exporte aussi des quantités significatives d'uranium et de charbon en Asie, en Europe et en Amérique latine.
Bien qu'il soit un exportateur net d'énergie, le Canada importe aussi de grandes quantités de combustibles fossiles. Il est à la fois fournisseur et client sur les marchés mondiaux du charbon, du pétrole et du gaz naturel en raison de la distance qui sépare les principaux gisements, dans l'ouest du Canada, des principaux centres de consommation, concentrés en Ontario et au Québec, dont les raffineries ne peuvent traiter les sables bitumineux qui constituent aujourd'hui la plus grande partie de la production canadienne. Le Canada exporte également de l'électricité vers les États-Unis ; son solde exportateur de 2023 le classe au 4e rang mondial des exportateurs d'électricité.
L'exploitation des sables bitumineux de l'Athabasca crée de graves pressions sur l'environnement et a fait du Canada l'un des plus grands émetteurs de gaz à effet de serre par habitant : les émissions de CO2 liées à l'énergie atteignaient en 2023 au Canada 3,03 fois la moyenne mondiale et 3,4 fois celles de la France, 4 % au-dessous de celles des États-Unis. Les émissions par habitant du secteur des transports sont 2,4 fois plus élevées que celles de l'Union européenne.

## Vue d'ensemble
| Principaux indicateurs de l'énergie au Canada | Principaux indicateurs de l'énergie au Canada | Principaux indicateurs de l'énergie au Canada | Principaux indicateurs de l'énergie au Canada | Principaux indicateurs de l'énergie au Canada | Principaux indicateurs de l'énergie au Canada | Principaux indicateurs de l'énergie au Canada |
| --------------------------------------------- | --------------------------------------------- | --------------------------------------------- | --------------------------------------------- | --------------------------------------------- | --------------------------------------------- | --------------------------------------------- |
|                                               | Population                                    | Consom. énergie primaire                      | Production                                    | Exportation nette                             | Consom. élect.*                               | Émissions GES**                               |
| Année                                         | Million                                       | PJ                                            | PJ                                            | PJ                                            | TWh                                           | Mt CO2éq                                      |
| 1990                                          | 28                                            | 8 857                                         | 11 586                                        | 2 484                                         | 448,1                                         | 450                                           |
| 2000                                          | 30,7                                          | 10 562                                        | 15 638                                        | 5 346                                         | 516,7                                         | 555                                           |
| 2010                                          | 34,0                                          | 10 898                                        | 16 739                                        | 6 014                                         | 551,7                                         | 580                                           |
| 2011                                          | 34,3                                          | 11 085                                        | 17 311                                        | 6 245                                         | 569,9                                         | 594                                           |
| 2012                                          | 34,7                                          | 11 091                                        | 17 816                                        | 6 633                                         | 559,1                                         | 591                                           |
| 2013                                          | 35,1                                          | 11 254                                        | 18 637                                        | 7 401                                         | 579,4                                         | 603                                           |
| 2014                                          | 35,4                                          | 11 530                                        | 19 499                                        | 7 698                                         | 583,8                                         | 613                                           |
| 2015                                          | 35,7                                          | 11 484                                        | 19 669                                        | 7 866                                         | 565,1                                         | 607                                           |
| 2016                                          | 36,1                                          | 11 999                                        | 20 282                                        | 8 302                                         | 568,7                                         | 606                                           |
| 2017                                          | 36,5                                          | 12 495                                        | 21 612                                        | 8 973                                         | 565,1                                         | 622                                           |
| 2018                                          | 37,1                                          | 12 663                                        | 22 504                                        | 9 494                                         | 576,7                                         | 636                                           |
| 2019                                          | 37,6                                          | 12 795                                        | 22 577                                        | 9 698                                         | 571,5                                         | 631                                           |
| 2020                                          | 38,0                                          | 11 918                                        | 21 724                                        | 9 511                                         | 560,9                                         | 574                                           |
| 2021                                          | 38,2                                          | 12 171                                        | 22 537                                        | 10 413                                        | 565,3                                         | 583                                           |
| 2022                                          | 38,9                                          | 12 442                                        | 23 464                                        | 10 911                                        | 568,2                                         | 599                                           |
| 2023                                          | 40,1                                          | 12 450                                        | 23 759                                        | 10 855                                        | 567,3                                         | 598                                           |
| variation 1990-2023                           | +43 %                                         | +41 %                                         | +105 %                                        | +337 %                                        | +27 %                                         | +33 %                                         |

## Comparaisons internationales
L'Agence internationale de l'énergie et l'Energy Institute classent le Canada parmi les dix premiers pays du monde pour plusieurs indicateurs :
| Source d'énergie                                              | indicateur                | rang | année | quantité | unité  | % monde | commentaires                                                                                         |
| Pétrole brut                                                  | Réserves prouvées         | 4e   | 2022  | 25,96    | Gt     | 10,2 %  | 1er : Vénézuela (18,7 %), 2e : Arabie saoudite (15,3 %), 3e : Iran (11,2 %)                          |
| Pétrole brut                                                  | Production                | 4e   | 2023  | 277,9    | Mt     | 6,2 %   | 1er : États-Unis (827,1 Mt, 18,3 %), 2e : Russie (12,0 %), 3e : Arabie saoudite (11,8 %)             |
| Pétrole brut                                                  | Exportation nette         | 4e   | 2023  | 182,2    | Mt     | 8,6 %   | 1er : Arabie saoudite (346,3 Mt, 16,3 %), 2e : Russie (11,0 %), 3e : Irak (8,7 %)                    |
| Gaz naturel                                                   | Réserves prouvées         | 13e  | 2022  | 2 464    | Gm3    | 1,2 %   | 1er : Russie (22,7 %), 2e : Iran (16,1 %), 3e : Qatar (11,3 %), 4e : États-Unis (7,8 %)              |
| Gaz naturel                                                   | Production                | 5e   | 2023  | 190,3    | Mds m3 | 4,7 %   | 1er : États-Unis (25,5 %), 2e : Russie (14,4 %), 3e : Iran (6,2 %), 4e : Chine (5,8 %)               |
| Gaz naturel                                                   | Exportation brute,        | 6e   | 2023  | 79       | Mds m3 | 6,4 %   | 1er : États-Unis (16,6 %), 2e : Russie (11,3 %), 3e : Qatar (10,4 %)                                 |
| Charbon                                                       | Exportation brute         | 8e   | 2023  | 0,99     | EJ     | 2,8 %   | 1er : Indonésie (28,2 %), 2e : Australie (25,4 %), 3e : Russie (15,2 %), 4e : États-Unis (7,0 %)     |
| Électricité                                                   | Production,               | 7e   | 2023  | 626,8    | TWh    | 2,1 %   | 1er : Chine (31,6 %), 2e : États-Unis (14,8 %)                                                       |
| Électricité                                                   | Exportation nette         | 4e   | 2023  | 27,7     | TWh    | 7,8 %   | 1er : France (50,3 TWh), 2e : Laos (39,1 TWh en 2022), 3e : Suède (28,5 TWh)                         |
| Production d'électricité par source                           | Renouvelables             | 4e   | 2023  | 421,2    | TWh    | 4,7 %   | 1er : Chine (2 894 TWh, 32,2 %), 2e : États-Unis (973,6 TWh, 10,8 %), 3e : Brésil (631,5 TWh, 7,0 %) |
| Nucléaire                                                     | Production d'électricité, | 6e   | 2023  | 89,64    | TWh    | 3,3 %   | 1er : États-Unis (29,8 %), 2e : Chine (15,9 %), 3e : France (12,4 %)                                 |
| Nucléaire                                                     | Puissance installée       | 7e   | 2023  | 12,67    | GW     | 3,4 %   | 1er : États-Unis (96,95 GW, 25,7 %), 2e : France (16,7 %), 3e : Chine (14,7 %)                       |
| Nucléaire                                                     | % nucléaire/élec*         | 20e  | 2023  | 13,7     | %      |         | 1er : France (64,8 %), 2e : Slovaquie (61,3 %), ... 17e : États-Unis (18,6 %)                        |
| Hydroélectricité                                              | Production,               | 3e   | 2023  | 363,7    | TWh    | 8,6 %   | 1er : Chine (28,9 %), 2e : Brésil (10,1 %)                                                           |
| Hydroélectricité                                              | Puissance installée       | 4e   | 2023  | 83,3     | GW     | 5,9 %   | 1er : Chine (421,5 GW, 28,9 %), 2e : Brésil (7,8 %), 3e : États-Unis (7,2 %)                         |
| Énergie éolienne                                              | Production d'électricité, | 9e   | 2023  | 37,4     | TWh    | 1,6 %   | 1er : Chine (885,9 TWh, 38,1 %), 2e : États-Unis (18,5 %), 3e : Allemagne (6,0 %)                    |
| Énergie éolienne                                              | Puissance installée       | 9e   | 2023  | 16,99    | GW     | 1,7 %   | 1er : Chine (441,9 GW, 43,4 %), 2e : États-Unis (14,6 %)                                             |
| * % source (nucléaire, éolien)/total production d'électricité |                           |      |       |          |        |         | |

## Production d'énergie primaire
Le Canada a produit en 2022 23 464 PJ d'énergie primaire, soit 3,7 % du total mondial, au 5e rang mondial, derrière la Chine (20,8 %), les États-Unis (15,4 %), la Russie (9,6 %) et l'Inde (4,4 %).
| Source                                                  | 1990   | %    | 2000   | %    | 2010   | %    | 2020   | %    | 2023   | % 2023 | var. 2023/1990 |
| Charbon                                                 | 1 588  | 13,7 | 1 441  | 9,2  | 1 421  | 8,5  | 1 024  | 4,7  | 1 102  | 4,6 %  | -31 %          |
| Pétrole                                                 | 3 942  | 34,3 | 5 377  | 34,3 | 6 999  | 42,0 | 11 091 | 51,1 | 12 333 | 51,9 % | +213 %         |
| Gaz naturel                                             | 3 709  | 32,0 | 6 212  | 39,6 | 5 541  | 33,1 | 6 488  | 29,9 | 7 346  | 30,9 % | +98 %          |
| Ss-total fossiles                                       | 9 238  | 79,8 | 13 029 | 83,0 | 13 961 | 83,4 | 18 602 | 85,6 | 20 781 | 87,5 % | +125 %         |
| Nucléaire                                               | 812    | 7,0  | 794    | 5,1  | 989    | 5,9  | 1 071  | 4,9  | 978    | 4,1 %  | +20 %          |
| Hydraulique                                             | 1 068  | 9,2  | 1 291  | 8,2  | 1 265  | 7,6  | 1 391  | 6,4  | 1 309  | 5,5 %  | +23 %          |
| Biomasse-déchets                                        | 467    | 4,0  | 523    | 3,3  | 490    | 2,9  | 514    | 2,4  | 526    | 2,2 %  | +13 %          |
| Éolien, solaire                                         | 0,1    | ns   | 1      | 0,01 | 34     | 0,2  | 145    | 0,7  | 165    | 0,7 %  | x1777          |
| Total EnR                                               | 1 535  | 13,3 | 1 814  | 11,6 | 1 789  | 10,7 | 2 050  | 9,4  | 2 000  | 8,4 %  | +30 %          |
| Total                                                   | 11 586 | 100  | 15 638 | 100  | 16 739 | 100  | 21 724 | 100  | 23 759 | 100 %  | +105 %         |
| Source des données : Agence internationale de l'énergie |        |      |        |      |        |      |        |      |        |        |                |

## Énergie fossile

### Pétrole

#### Histoire du pétrole au Canada
Il a fallu plus d'un siècle avant que l'industrie pétrolière canadienne connaisse un véritable départ. Le Canada se targue d'avoir exploité le premier puits commercial au monde, à Petrolia, dans le sud-ouest de l'Ontario en 1858, mais le potentiel pétrolier de l'Alberta est mis en valeur depuis le début du XXe siècle. Un premier grand champ pétrolifère, celui de Turner Valley, est exploité à compter des années 1920.
La découverte d'un important gisement de pétrole à Leduc en février 1947 – une municipalité rurale située à une cinquantaine de kilomètres au sud-est d'Edmonton – arrive à point nommé pour le Canada. Au sortir de la Seconde Guerre mondiale, la consommation de pétrole est en pleine croissance, en raison du développement du transport routier.
À cette époque, le charbon constituait plus de la moitié de toute l'énergie primaire consommée au Canada, alors que le pétrole et le gaz ne répondaient qu'au tiers des besoins énergétiques. La production de pétrole domestique ne comblait que 11 % de la demande des raffineries canadiennes, le reste étant importé.

##### Leduc et les premiers pipelines

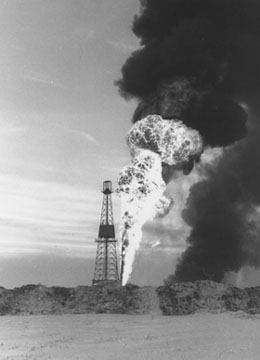
Le puits Leduc #1.

La découverte de Leduc entraîne une augmentation marquée de la prospection et des nouvelles découvertes, mais le pétrole de l'Alberta ne pourra être commercialisé à une grande échelle à moins qu'il puisse être transporté à coût modique vers les places de raffinage. En 1949, le gouvernement de Louis St-Laurent fait adopter la Loi sur les pipelines, qui s'inspire largement de la Loi sur les chemins de fer.
La nouvelle loi, adoptée à la veille d'une élection fédérale, établit un cadre légal balisant la construction et l'exploitation des oléoducs et gazoducs interprovinciaux et internationaux qui relieront les gisements et les lieux de transformation. Parmi les premiers à saisir l'occasion, la société américaine Imperial Oil commence la construction d'un oléoduc de 720 km, l’Interprovincial Pipeline, reliant Edmonton à Regina.
Reste maintenant à déterminer le tracé de l'oléoduc pour atteindre les raffineries de l'Ontario. Afin de réduire les coûts, on envisage de transporter le brut jusqu'au lac Supérieur, où il serait chargé sur des pétroliers et acheminé au centre pétrochimique de Sarnia. Deux tracés s'affrontent. D'un côté, Imperial Oil, le propriétaire du pipeline, fait la promotion d'un tracé en ligne droite qui rejoint le lac Supérieur, à Superior, dans le nord du Wisconsin. De l'autre, l'opposition conservatrice au Parlement revendique, au nom d'un nationalisme énergétique canadien, la construction d'un oléoduc entièrement en sol canadien, qui aurait Port-Arthur (aujourd'hui Thunder Bay) pour terminus.
Le problème est épineux pour C.D. Howe, député de Port-Arthur et « ministre de tout » dans les gouvernements de William Lyon Mackenzie King et de Saint-Laurent. Howe et le gouvernement acceptent la proposition d'Imperial et le pétrole commence à s'écouler dans le pipeline de 1 840 km dès décembre 1950, juste à temps pour alimenter la croissance substantielle de l'économie canadienne au cours de la période 1951-1956. Le pipeline TransMountain, reliant Edmonton, Vancouver et les raffineries de Puget Sound, dans l'État de Washington est inauguré en 1954.
Compte tenu du débat houleux à la Chambre des communes au sujet de la construction du gazoduc Trans-Canada en 1956, l'élite politique canadienne, tant libérale que conservatrice, arrive à la conclusion que le développement du secteur pétrolier au Canada serait mieux servi par un tribunal administratif, qui désamorcerait le caractère explosif de ces questions. La commission Gordon, mise sur pied par les libéraux, arrive à cette conclusion dès 1957, mais le nouveau premier ministre, John Diefenbaker, décide plutôt de confier le dossier de la réglementation de cette industrie à un groupe dirigé par l'homme d'affaires Henry Borden, un conservateur.

##### Office national de l'énergie
Malgré ses ressources pétrolières connues et sa capacité de production — qui augmente de 300 000 à 437 000 barils par jour entre 1955 et mai 1957 en raison de la crise de Suez —, le Canada demeure un importateur net de pétrole. La rareté de l'infrastructure de transport entre régions productrices et consommatrices ne permet pas de développer les deux tiers du potentiel.
L'année suivante, la production albertaine redescend sous les 300 000 barils et deux visions contradictoires s'affrontent. D'une part, les producteurs indépendants canadiens, menés par la compagnie Home Oil et appuyés du premier ministre albertain, Ernest Manning, militent pour l'approvisionnement des raffineries de Montréal avec la construction d'un oléoduc qui aurait acheminé 200 000 barils par jour en 1960, pour augmenter a 320 000 barils en 1965.
Le projet aurait eu l'avantage de sécuriser l'accès au marché domestique pour les producteurs indépendants canadiens afin d'écouler un plus grand volume le plus rapidement possible, de créer de l'activité économique dans toutes les régions canadiennes, tout en réduisant les importations de brut dans l'est du Canada, ce qui aurait eu un avantage sur la balance des paiements et la sécurité des approvisionnements.
Toutefois, le coût du pétrole albertain livré à Montréal, principale place de raffinage du Canada à l'époque, aurait coûté 10 % plus cher que le brut vénézuélien livré par bateau par le Saint-Laurent ou l'oléoduc Portland-Montréal, affirment les compagnies pétrolières internationales installées à Montréal, ce qui aurait eu pour effet d'augmenter les prix à la pompe. Dans tout ce dossier, les parlementaires québécois demeurent silencieux, convaincus par l'argument des Sept Sœurs.
La commission Borden propose donc un compromis. Elle recommande la création d'un Office national de l'énergie et la création d'un marché protégé pour le pétrole canadien, mais établit une « frontière » au-delà de laquelle le pétrole serait acheté sur le marché international. Les régions à l'est de la rivière des Outaouais – en gros, le Québec et les provinces de l'Atlantique – continueront de s'approvisionner sur le marché international alors que les régions à l'ouest consommeront le pétrole de l'Alberta. La frontière, appelée la « ligne Borden », sera établie par le gouvernement Diefenbaker en 1961.

##### Politique d'exportation

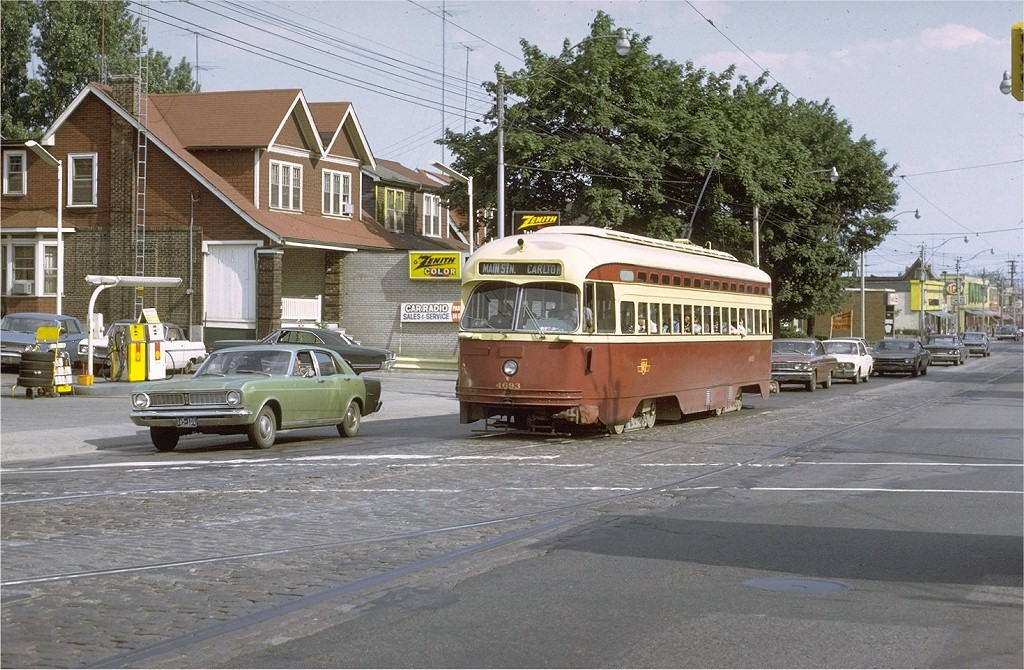
Toronto en 1971.

Une production en hausse permet au Canada d'exporter de plus en plus de pétrole.

La Politique nationale du pétrole (PNP) de 1961 tient compte des intérêts des uns et des autres; l'Alberta se garantit un marché réservé pour sa production dont les coûts sont plus élevés que le prix mondial, l'Ontario obtient l'expansion de son industrie pétrochimique et Montréal peut conserver ses prix moins élevés. L'équilibre de la balance commerciale est atteint pour le gouvernement fédéral puisque les importations de pétrole à bas prix de l'est sont compensées par des exportations du pétrole plus cher vers les États-Unis.
La place marginale occupée par les producteurs canadiens dans l'industrie pétrolière préoccupe assez peu les politiciens fédéraux dans les années qui précèdent le premier choc pétrolier. À l'exception de mesures fiscales proposées dans le discours du budget de 1963 de Walter L. Gordon, mesures qui ont dû être retirées en raison de l'opposition du Parti progressiste-conservateur, des pétrolières et des milieux financiers, les gouvernements Pearson et Trudeau ne freinent pas le mouvement de concentration de la propriété de l'industrie par des intérêts américains. Ainsi, en 1962, les huit grandes sociétés pétrolières internationales possèdent 62 % des concessions et 95 % de la capacité de raffinage. Tout au plus, les gouvernements font-ils quelques acquisitions, dont un intérêt de 45 %, acquis en 1967 dans la Panartic Oils, une entreprise de prospection spécialisée dans les projets spéculatifs des régions pionnières dans l'Arctique. Les gouvernements successifs se contentent plutôt de promouvoir l'exportation du pétrole canadien vers les États-Unis et l'Office national de l'énergie accède aux demandes de permis.
Le ministre de l'Énergie dans le premier gouvernement Trudeau, Joe Greene, s'était fait une priorité d'augmenter les ventes de pétrole et de gaz canadien, allant même jusqu'à affirmer en 1971 que le Canada disposait de 923 ans de réserves de pétrole et de 392 ans de réserves de gaz. Ces prévisions fort optimistes ne résisteraient pas aux événements qui allaient secouer le monde occidental moins de deux ans plus tard.
Le statu quo pour l'industrie commence à changer le 10 septembre 1971. Ce soir-là, les Albertains chassent le Crédit social du pouvoir après 36 années de règne ininterrompu. Le nouveau premier ministre, le conservateur Peter Lougheed, décide d'entamer des négociations avec l'industrie afin d'augmenter la redevance pétrolière prélevée par sa province et que le gouvernement précédent avait fixée à 16,7 % dans une loi datant de 1949. Le gouvernement va de l'avant et propose  l'ajout d'une taxe sur les réserves, qui a le même effet que d'augmenter la redevance à 23 % en 1972. Cette proposition est retirée quelques mois plus tard, en raison de mesures fédérales et Lougheed décide unilatéralement de réorganiser le système de redevance, en fonction des augmentations de prix, ce qui désarçonne l'industrie, qui croyait pourtant avoir affaire à un conservateur partisan de la libre entreprise.

##### Premier choc pétrolier

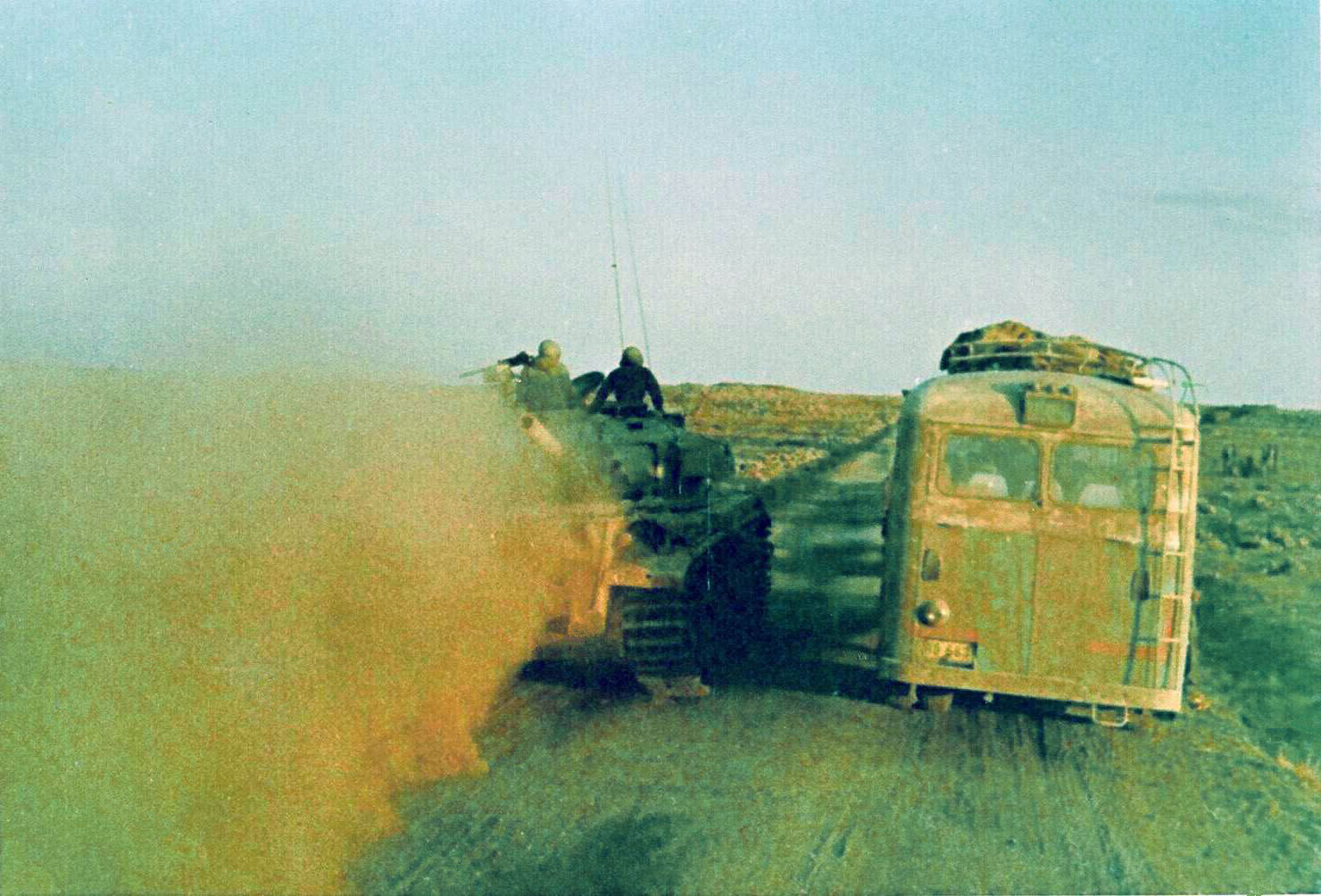
La guerre du Kippour incite le gouvernement canadien à imposer un contrôle des prix et des exportations de pétrole canadien.

Pendant ce temps à Ottawa, le gouvernement est mal préparé à l'embargo déclaré par les membres de l'Organisation des pays arabes exportateurs de pétrole (OPAEP), à la suite du déclenchement de la guerre du Yom Kippour.
Le gouvernement fédéral manque d'information sur la situation et les réserves pétrolières et ses interventions précédentes dans le secteur pétrolier – notamment la tentative de prise de contrôle par le gouvernement de Home Oil, à l'époque la plus importante société pétrolière sous contrôle canadien – avaient été dictées par des impératifs politiques. La création d'une société pétrolière nationale devient une question abordée publiquement afin de faire face à la domination des capitaux américains sur les ressources naturelles canadiennes.
Les fonctionnaires travaillent sur une politique énergétique qui est rendue publique en juin 1973. La politique aborde la création d'une société pétrolière nationale (SPN) qui « pourrait être l'instrument puissant qui permettrait au Canada de faire contrepoids aux influences étrangères dans son propre secteur pétrolier et gazier ». Le rapport évite toutefois de trancher la question, se contentant de souligner certains avantages et inconvénients d'une telle décision.
Mais la situation géopolitique devient de plus en plus tendue et les prix montent. Le gouvernement Trudeau qui, quelques années plus tôt, moussait les exportations à destination des États-Unis et se targuait d'avoir des réserves immenses devient plus discret. L'Alberta, qui exporte 1,2 Mbbl/j en 1973 grâce à la levée des contrôles à l'importation américains, produit à la limite de ses capacités. L'Office national de l'énergie intervient et, pour la première fois de son histoire, refuse de permettre une partie des exportations, en raison de la capacité limitée de transport.
Les partis d'opposition réclament la création d'une SPN et les consommateurs sont mécontents de la hausse des prix à la pompe. Le 4 septembre 1973, Un mois avant le déclenchement des hostilités au Proche-Orient, le gouvernement annonce trois mesures. Il impose un gel « volontaire » des prix intérieurs pour cinq mois, annonce le prolongement de l'oléoduc interprovincial de Toronto à Montréal et impose une taxe à l'exportation de 40 cents le baril,. Cette taxe à l'exportation passe à 1,90 dollar en décembre 1973, à 2,20 dollars en janvier 1974, à 4 dollars en avril et à 5,20 dollars en juin<.
Parallèlement à cette effervescence à Ottawa, de nouveaux réseaux d'approvisionnement sont organisés d'urgence pour desservir les raffineries de l'est. En attendant l'ouverture de l'oléoduc Toronto-Montréal, qui livrera ses premiers volumes au milieu de 1976, des pétroliers et des trains font la navette entre Sarnia et Montréal, tandis que d'autres vaisseaux sont chargés de brut à Vancouver pour être expédiés à l'est, via le canal de Panamá.

##### Contrôle des prix

Évolution du prix international, en bleu, et du prix administré canadien, en rouge, entre 1962 et 1987.

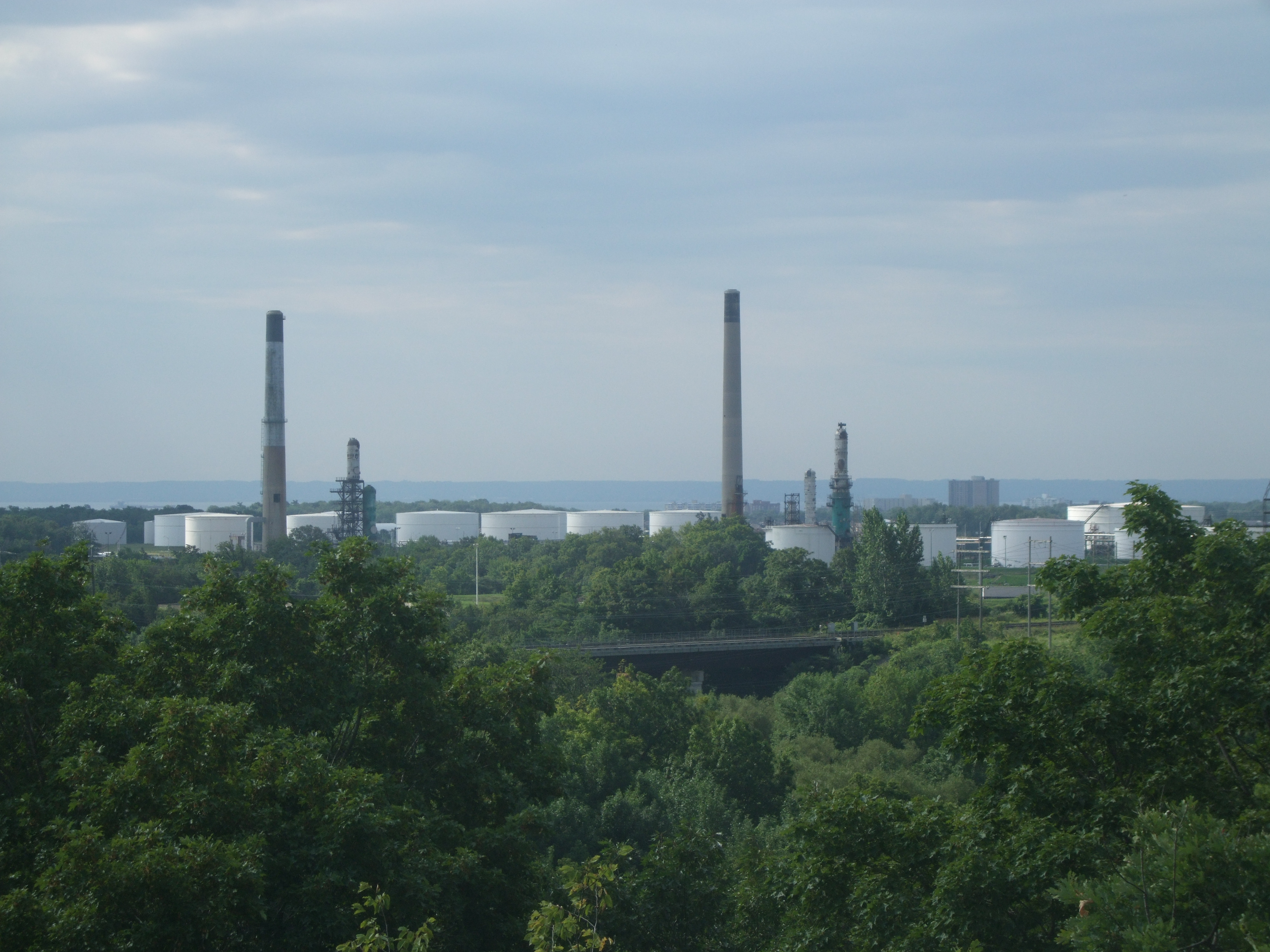
La raffinerie d'Oakville, en Ontario.

Le 22 novembre, le premier ministre Trudeau intervient à la télévision pour affirmer que l'Alberta a touché un avantage de 500 millions $ dans le passé en vendant du pétrole au prix fort à l'Ontario et que désormais, l'Alberta devrait subventionner les consommateurs de l'est, une première salve dans la guerre qui opposera Ottawa et Edmonton pendant toute une décennie.
La question fondamentale que soulève le nouveau programme de fixation d'un prix unique est le suivant : doit-on fixer ce prix unique en fonction du pétrole international livré au quai à Montréal ou utiliser le prix d'Edmonton? Les libéraux fédéraux se présentent comme l'arbitre ultime entre les intérêts des provinces productrices, qui veulent maintenir des prix plus élevés afin d'assurer la sécurité et la pérennité des approvisionnements et les provinces consommatrices, plus préoccupées par le maintien de leur secteur manufacturier et qui réclament, en conséquence, des prix plus bas.
Tandis qu'Ottawa en appelle à la « responsabilité fraternelle » des Albertains envers leurs compatriotes, Edmonton réplique que le pétrole et le gaz sont des ressources non renouvelables et qu'elles doivent être vendues « uniquement à des prix qui reflètent leur valeur réelle ».
Selon Peter Foster, Ottawa n'avait pas simplement pour but de préserver une équité théorique entre les régions. La croissance spectaculaire des revenus pétroliers du gouvernement albertain, qui produisait 90 % du brut canadien, pouvait mettre en péril le système de péréquation, bien que les revenus énergétiques n'étaient pas totalement comptabilisés dans le cadre de la formule. Et pendant qu'Edmonton augmente substantiellement ses redevances, Ottawa exclut ces paiements des dépenses déductibles, ce qui frappe doublement les producteurs.
En situation minoritaire au Parlement et donc soucieux des conséquences électorales des prix du pétrole, Trudeau convoque les premiers ministres à une conférence fédérale-provinciale sur l'énergie en janvier 1974, où il obtient des provinces l'adoption du principe d'un prix unique pour le pétrole à travers le Canada. Le prix du baril est fixé en mars à 6,50 $ pour le marché intérieur et à 10,50 $ pour le pétrole destiné à l'exportation, la différence entre les deux prix constituant une taxe à l'exportation. Les prix restent en vigueur jusqu'au 1er juillet 1975 et réduisent considérablement les volumes exportés, qui passent de 1,2 million de barils en 1973 à 282 000 barils quatre ans plus tard.
Le gouvernement fédéral peut donc respirer un peu. Après l'élection de juillet, où le Parti libéral obtient une majorité, le gouvernement fait adopter la Loi sur l'administration du pétrole, qui renforce les pouvoirs fédéraux en cas d'impasse dans les négociations avec les provinces. Une conférence fédérale-provinciale convoquée en avril 1975 ne réussit pas à obtenir un consensus, l'Ontario faisant valoir que 90 % de la hausse des 18 mois précédents s'était retrouvée dans les coffres des provinces productrices et du gouvernement fédéral. Ottawa conclut donc à l'échec de ce mécanisme et utilise donc ses nouvelles compétences en vertu de la Loi sur l'administration du pétrole pour imposer une hausse de 1,50 $ du prix administré qui passe à 8 $ le baril, à compter de juillet 1975. Les prix augmenteront graduellement deux fois par année durant les années suivantes, pour atteindre 80 % du prix mondial en 1978.

##### Petro-Canada
Le 6 décembre 1973, le gouvernement fédéral présente un programme en 11 points afin de remplacer la politique pétrolière héritée du rapport Borden. La pièce maîtresse de cette politique – qui a pour objectif l'autosuffisance canadienne en matière pétrolière avant la fin des années 1970 –, est l'annonce de la création prochaine d'une société pétrolière nationale, qui aurait pour mandat d'augmenter la présence d'intérêts canadiens dans l'industrie. Doern et Toner précisent toutefois que la volonté du gouvernement fédéral n'était pas de nationaliser le secteur, la création de ce qui deviendra Petro-Canada devant plutôt être considérée comme une alternative à la nationalisation.
Le projet de loi C-32 est présenté à la Chambre des communes en mai 1974, mais il mourra au feuilleton quelques jours plus tard, en raison de la défaite du gouvernement minoritaire. Reporté au pouvoir avec un mandat majoritaire lors de l'élection du 8 juillet 1974, le gouvernement libéral réintroduit le projet de loi abandonné avant la fin des travaux du Parlement précédent.
Dans le projet de loi qui a été adopté en 1975, Petro-Canada avait le mandat d'accroître la propriété canadienne dans le secteur, toujours dominé par Imperial et les autres majors américains, de servir d'intermédiaire avec d'autres SPN et d'investir dans l'exploration dans les régions pionnières de l'Arctique. Sans l'exclure totalement, la déclaration du premier ministre Trudeau de décembre 1973 avait insisté pour réduire les attentes au sujet de l'entrée de Petro-Canada dans les activités en aval – le raffinage et la vente au détail.

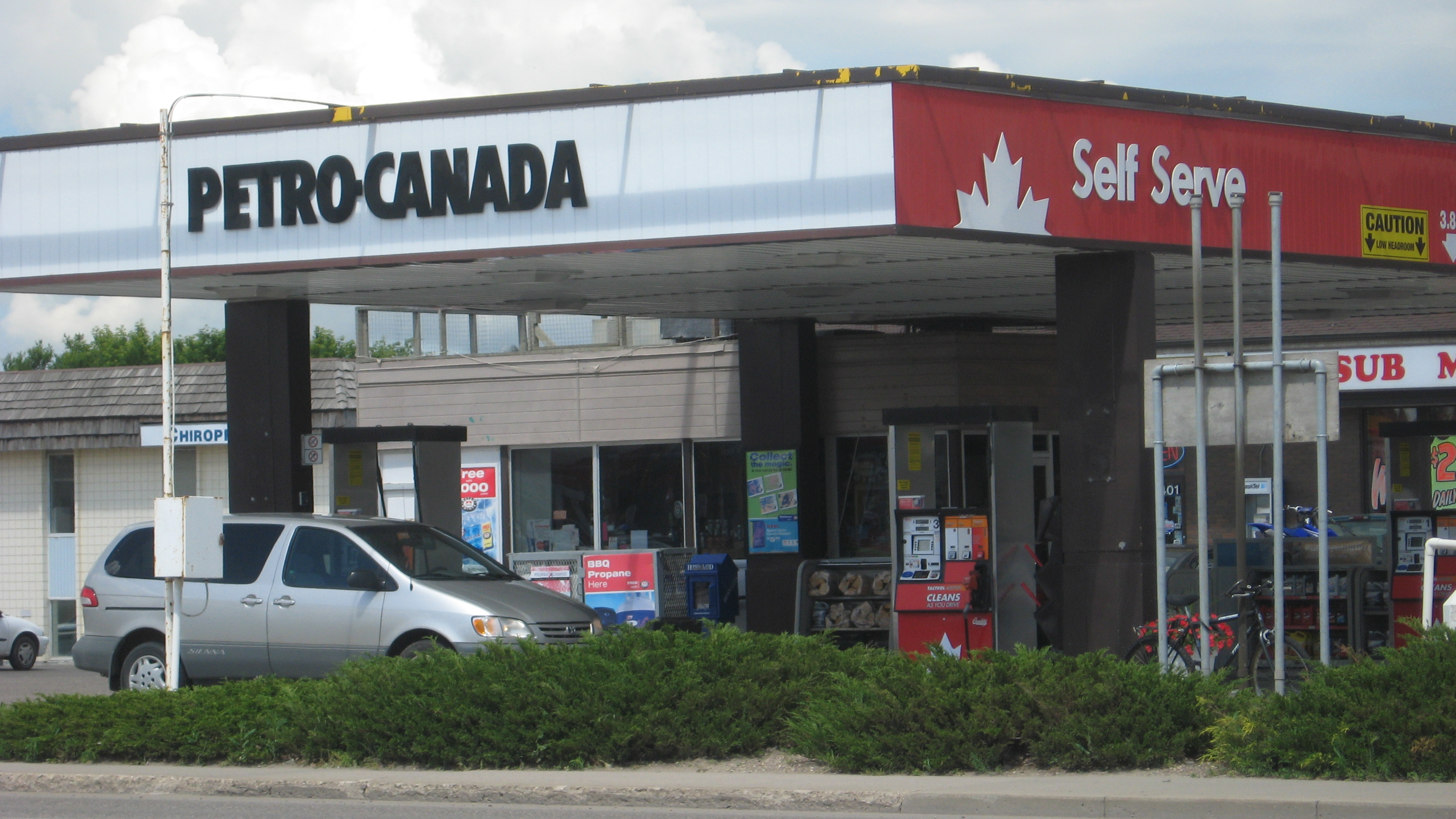
Station-service de Petro-Canada à Saskatoon, en Saskatchewan.

Le 1er janvier 1976, la nouvelle société de la Couronne amorce ses opérations modestement par une rencontre de ses quatre employés dans un café de Calgary. Pendant les premiers mois de son existence, Petro-Canada joue un rôle modeste, gérant les quelques intérêts pétroliers du gouvernement fédéral, dont la participation à Panartic Oil et la participation de 15 % dans le projet Syncrude d'exploitation des sables bitumineux.
En août, elle acquiert la société Arcan, la filiale canadienne du groupe Atlantic Richfield pour la somme de 340 millions $, ce qui permet à la société de commencer ses opérations d'exploration, notamment dans le delta du Mackenzie et dans la région de l'île de Sable, en Nouvelle-Écosse.
Moins de deux ans plus tard, Petro-Canada lance une offre publique d'achat sur Husky Oil, qui détenait des droits sur le gisement de Lloydmister, à la frontière de l'Alberta et de la Saskatchewan, mais la société d'État est doublée en douce par Alberta Gas Trunk Line (qui allait devenir NOVA). Qu'à cela ne tienne, l'attention portée à la prise de contrôle ratée de Husky en masque une autre transaction, avec Pacific Petroleum, qui est négociée en parallèle. La transaction de 1,5 milliard $, annoncée en novembre 1978 et complétée en juillet de l'année suivante, est financée à partir d'une émission d'actions privilégiées en devises américaines auprès des principales banques à charte canadiennes.
Bien que principalement impliquée dans l'exploration et l'extraction, Pacific est une entreprise intégrée, « présente dans le raffinage, la distribution et la commercialisation à l'ouest de Thunder Bay », mettant la société de la Couronne en concurrence directe avec les entreprises privées en aval pour les dollars des consommateurs.
La situation présente un dilemme pour le gouvernement conservateur minoritaire de Joe Clark, qui prend brièvement les rênes du pouvoir après l'élection du 22 mai 1979. Car aussi impopulaire qu'elle puisse être au sein du nouveau gouvernement – M. Clark a promis de privatiser la société pétrolière –, l'apparition de stations-service de Petro-Canada suscite une forte adhésion du public.

##### Deuxième choc pétrolier

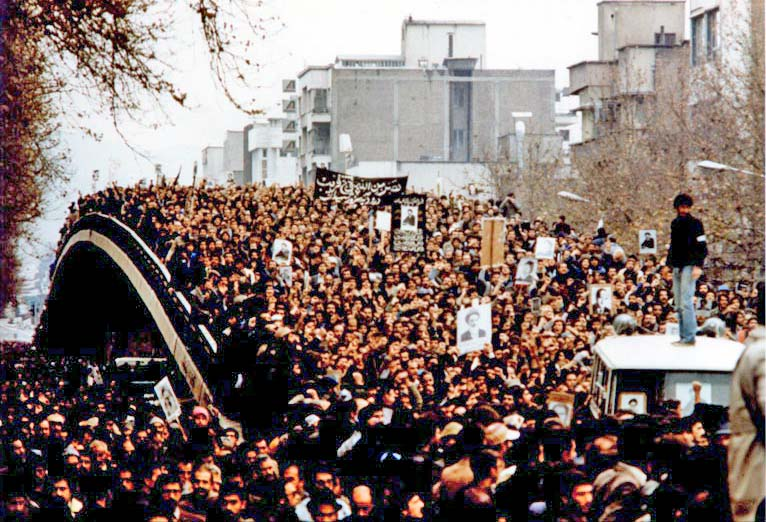
La révolution iranienne de 1979 force le gouvernement de Joe Clark à intervenir dans le dossier énergétique.

Une autre raison refroidit l'ardeur du gouvernement à privatiser la société pétrolière nationale. La situation internationale s'emballe en raison de la prise de contrôle de l'Iran par les Gardiens de la Révolution et en conséquence, le prix du brut double dans la deuxième moitié du mois de mai 1979.
À nouveau, la situation géopolitique force le gouvernement du Canada à intervenir dans le dossier énergétique. Joe Clark se trouve pris — comme Trudeau avant lui —, entre les positions irréconciliables de deux premiers ministres aux intérêts diamétralement opposés. Et l'appartenance à la même famille politique des trois protagonistes de 1979 ne change rien à la situation. Bill Davis de l'Ontario plaide que chaque hausse d'un dollar du prix du brut augmente l'inflation de 0,6 % et le chômage de 0,2 % dans la province la plus populeuse du pays, tandis que Peter Lougheed de l'Alberta demande une hausse de prix qui ajusterait les prix administrés canadiens aux cours en vigueur à Chicago, en plus de demander le maintien de la proportion des revenus tirés par sa province. Clark doit également considérer l'impact sur les finances publiques d'un niveau de subvention élevé dans un contexte de déficit budgétaire important au niveau fédéral. En l'absence de consensus, le gouvernement présente une augmentation de la taxe d'accise sur l'essence de 18¢ le gallon, dans le budget présenté par le ministre des Finances, John Crosbie, le 11 décembre 1979. Quelques jours plus tard, le gouvernement conservateur subira la défaite dans un vote de confiance, ce qui provoque une deuxième élection générale en moins d'un an.
Mais contrairement à 1975, alors que Trudeau avait fait fi de l'intransigeance de Davis, Lougheed est le grand perdant de l'impasse de 1979. En contribuant à l'impasse qui a provoqué la défaite des Tories en chambre et au retour de Pierre Elliott Trudeau, l'année suivante, le premier ministre albertain s'est retrouvé avec un interlocuteur fédéral beaucoup plus enclin à imposer une politique plus centralisatrice, soulignent Doern et Toner.

##### Développement du pétrole non conventionnel

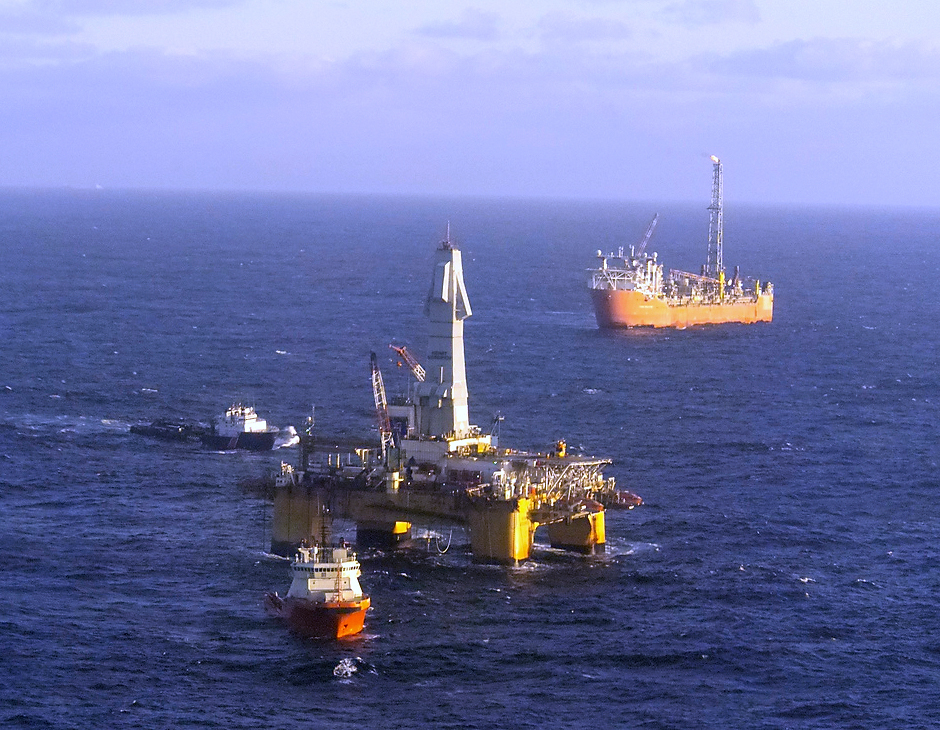
La plate-forme pétrolière de Terra Nova, au large de Terre-Neuve.

Quatre majors ont cédé leurs parts dans les sables bitumineux de l'Alberta à la suite de la chute des cours du pétrole entamée en 2014 : Total a cédé des parts et suspendu des projets sur place en 2015, Statoil s'est désengagé du Canada en décembre 2016, et en mars 2017 Royal Dutch Shell a vendu des parts de gisements de sables bitumineux à Canadian Natural Resources, pour 8,5 milliards de dollars, puis l'américain ConocoPhillips a cédé des actifs dans le pays à la compagnie locale Cenovus Energy, pour 13,3 milliards de dollars. L'exploitation des sables bitumineux est réputée parmi les plus chères au monde, avec un point mort estimé entre 80 et 90 dollars le baril. Le retrait des majors n'est toutefois pas total. ExxonMobil, BP, Chevron, Total ou ConocoPhillips conservent des actifs dans le pays.
Total détient des participations dans plusieurs projets d'exploitation de sables bitumineux dans la province de l'Alberta : 50 % (depuis 20 ans) dans le gisement de Surmont, d'une capacité brute de production de 150 000 bl/j (barils par jour) et 25 % dans celui de Fort Hills, mis en production le 29 janvier 2018, dont la production devrait atteindre 180 000 bl/j. Mi-2014, le groupe avait suspendu ses travaux d'ingénierie sur les projets de Joslyn et Northern Lights au Canada, leur coût ne passant pas les critères de rentabilité du groupe.

#### Données statistiques

##### Réserves de pétrole

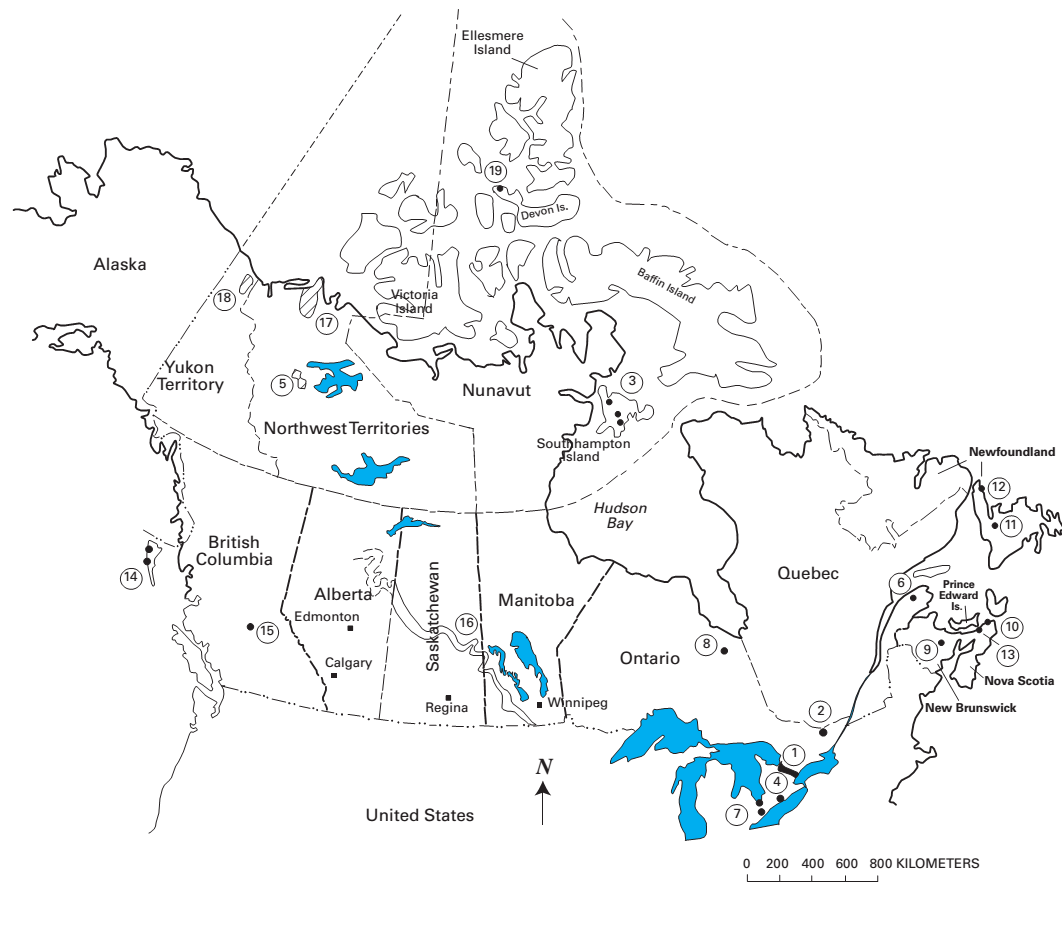
Carte de gisements de schiste bitumineux au Canada en 2014.

Les réserves prouvées de pétrole du Canada étaient estimées par l'Agence fédérale allemande pour les sciences de la terre et les matières premières (BGR) à 25,96 Gt (milliards de tonnes) fin 2022, soit 10,2 % du total mondial, au 4e rang mondial, derrière le Vénézuela (18,7 %), l'Arabie saoudite (15,3 %) et l'Iran (11,2 %), et devant l'Irak (7,8 %), les Émirats arabes unis (6,1 %) et la Russie (5,8 %). Cependant, 97,3 % de ces réserves sont constituées de sables bitumineux, dont l'exploitation est difficile, énergivore et fortement émettrice de gaz à effet de serre. Elles représentaient 95 années de production au rythme de 2022 : 274 Mt. Elles ont baissé de 5,3 % depuis 2010.

##### Production de pétrole
Le Canada a produit 12 333 PJ de pétrole brut en 2023, en progression de 213 % depuis 1990, soit 51,9 % de la production d'énergie primaire du pays.
L'Energy Institute estime la production de pétrole du Canada en 2023 à 5,65 Mb/j (millions de barils par jour), soit 277,9 Mt (millions de tonnes) de pétrole brut, en hausse de 1,4 % en 2023 et de 42 % depuis 2013. Il se classe au 4e rang mondial avec 6,2 % de la production mondiale, loin derrière les États-Unis (18,3 %), la Russie (12,0 %) et l'Arabie Saoudite (11,8 %) et devant l'Iran (4,8 %), l'Irak (4,7 %) et la Chine (4,6 %).

##### Consommation de pétrole
Le Canada a consommé 4 164 PJ (pétajoules) de pétrole et produits pétroliers en 2023, en progression de 30 % depuis 1990, soit 33,4 % de la consommation intérieure d'énergie primaire du pays.
L'Energy Institute estime la consommation de pétrole du Canada en 2023 à 4,35 EJ (exajoules), en hausse de 1,1 % en 2023, mais en baisse de 5,4 % depuis 2013. Il se classe au 9e rang mondial avec 2,2 % de la consommation mondiale, loin derrière les États-Unis (18,3 %) et la Chine (17,0 %), derrière le Brésil (2,6 %) et devant l'Allemagne (2,0 %). Le Canada consomme 42 % de sa production.

##### Exportations et importations de pétrole
Le Canada a exporté 7 054 PJ et importé 1 255 PJ de pétrole brut en 2023. Il a aussi exporté 894 PJ et importé 474 PJ de produits pétroliers.
L'Energy Institute estime les exportations de pétrole brut du Canada en 2023 à 207,2 Mt et ses importations à 25,0 Mt, ses exportations de produits pétroliers à 32,3 Mt et ses importations à 27,3 Mt. La destination principale de ses exportations de pétrole brut a été les États-Unis : 192,9 Mt (93,1 % du total) ; 6,7 Mt sont allées en Europe et 7,5 Mt en Chine. La provenance principale des importations a été les États-Unis : 16,9 Mt, suivis par l'Arabie saoudite (2,5 Mt). Les exportations de produits pétroliers sont allées surtout aux États-Unis (26,3 Mt), au Japon (2,2 Mt) et en Amérique latine (1,8 Mt) ; les importations proviennent surtout des États-Unis (22,0 Mt) et de l'Europe 4,2 Mt.

#### Opinion publique

##### Québec
Selon un sondage Ipsos datant de 2021, 43% des québécois pensent que le Québec devrait exploiter ses ressources pétrolières plutôt que d'en importer pour la consommation.

### Gaz naturel

#### Réserves de gaz naturel
Les réserves prouvées de gaz naturel du Canada étaient estimées par l'Agence fédérale allemande pour les sciences de la terre et les matières premières (BGR) à 2 464 Gm3 (milliards de m3) fin 2022, soit 1,2 % du total mondial (13e rang mondial), loin derrière la Russie (22,7 %), l'Iran (16,1 %), le Qatar (11,3 %) et les États-Unis (7,8 %) ; elles représentent 13 années de production au rythme de 2022 : 185 Gm3. Elles ont augmenté de 45 % depuis 2010.

#### Production de gaz naturel
Le Canada a produit 7 346 PJ de gaz naturel en 2023, en progression de 98 % depuis 1990, soit 30,9 % de la production d'énergie primaire du pays.
L'Energy Institute estime la production de gaz naturel du Canada en 2023 à 190,3 Gm3 (milliards de m3) de gaz naturel, soit 6,85 EJ (exajoules), en hausse de 2,9 % en 2023 et de 25 % depuis 2013. Il se classe au 5e rang mondial avec 4,7 % de la production mondiale, loin derrière les États-Unis (25,5 %) et la Russie (14,4 %), suivis par l'Iran (6,2 %) et la Chine (5,8 %).

#### Consommation de gaz
Le Canada a consommé 5 078 PJ (pétajoules) de gaz naturel en 2023, en progression de 122 % depuis 1990, soit 40,8 % de la consommation intérieure d'énergie primaire du pays.
L'Energy Institute estime la consommation de gaz naturel du Canada en 2023 à 120,7 Gm3 de gaz naturel, soit 4,35 EJ (exajoules), en baisse de 2,5 % en 2023, mais en progression de 14,5 % depuis 2013. Il se classe au 5e rang mondial avec 3,0 % de la consommation mondiale, loin derrière les États-Unis (22,1 %), la Russie (11,3 %), la Chine (10,2 %) et l'Iran (6,1 %). Le Canada consomme 63,4 % de sa production.

#### Importations et exportations de gaz naturel
Le Canada exporte du gaz vers l'ouest des États-Unis et importe du gaz des États-Unis pour alimenter ses régions orientales. En 2023, les exportations canadiennes par gazoducs vers les États-Unis ont atteint 79 Gm3 et ses importations par gazoducs des États-Unis 28 Gm3 ; le Canada a également importé 0,2 Gm3 par voie maritime du Pérou et de Trinité-et-Tobago sous forme de GNL.
Les points de sortie des exportations de gaz canadien par gazoducs sont en 2014 :
- Eastport, Idaho : 23,1 % ;
- Port of Morgan, Montana : 19,7 % ;
- Sherwood, Dakota du Nord : 16,4 % ;
- Sumas, Washington : 13,6 % ;
- Noyes, Minnesota : 12,3 % ;
- Waddington, New-York : 7,1 %.

La majeure partie de ces exportations provient des champs gaziers de l'Alberta.
Les points d'entrée des importations de gaz par gazoducs depuis les États-Unis sont en 2014 :
- St. Clair, Michigan : 32,1 % ;
- Niagara Falls, New York : 10,9 %.

Shell a décidé le 2 octobre 2018 le lancement du projet « LNG Canada », une usine de liquéfaction de gaz à Kitimat en Colombie-Britannique ; elle sera approvisionnée en gaz par pipeline depuis des champs situés à l'intérieur du Canada et pourra produire 26 millions de tonnes de GNL par an, pour exportation vers l'Asie. Ce projet de 40 milliards de dollars canadiens (27 milliards d'euros) est financé à 40 % par Shell, 25 % par le malaisien Petronas, 15 % par le chinois PetroChina, 15 % par le japonais Mitsubishi et 5 % par le coréen Kogas. L'usine de liquéfaction doit entrer en service avant 2025. L'Asie consomme les trois quarts du GNL mondial, sa demande progresse très rapidement : les importations chinoises de GNL ont bondi de près de 50 % en 2017 et devraient augmenter de 40 % en 2018. Les prix de vente sont beaucoup plus intéressants en Asie, alors que les cours du gaz aux États-Unis stagnent sous l'effet de la production abondante de gaz de schiste.
À la suite de l'invasion de l'Ukraine par la Russie en 2022 et de la hausse subséquente des prix des hydrocarbures, plusieurs acteurs politiques et économiques ont plaidé pour la relance du projet de GNL Québec pour faciliter l’exportation de gaz naturel vers l'Europe.

### Charbon

#### Histoire

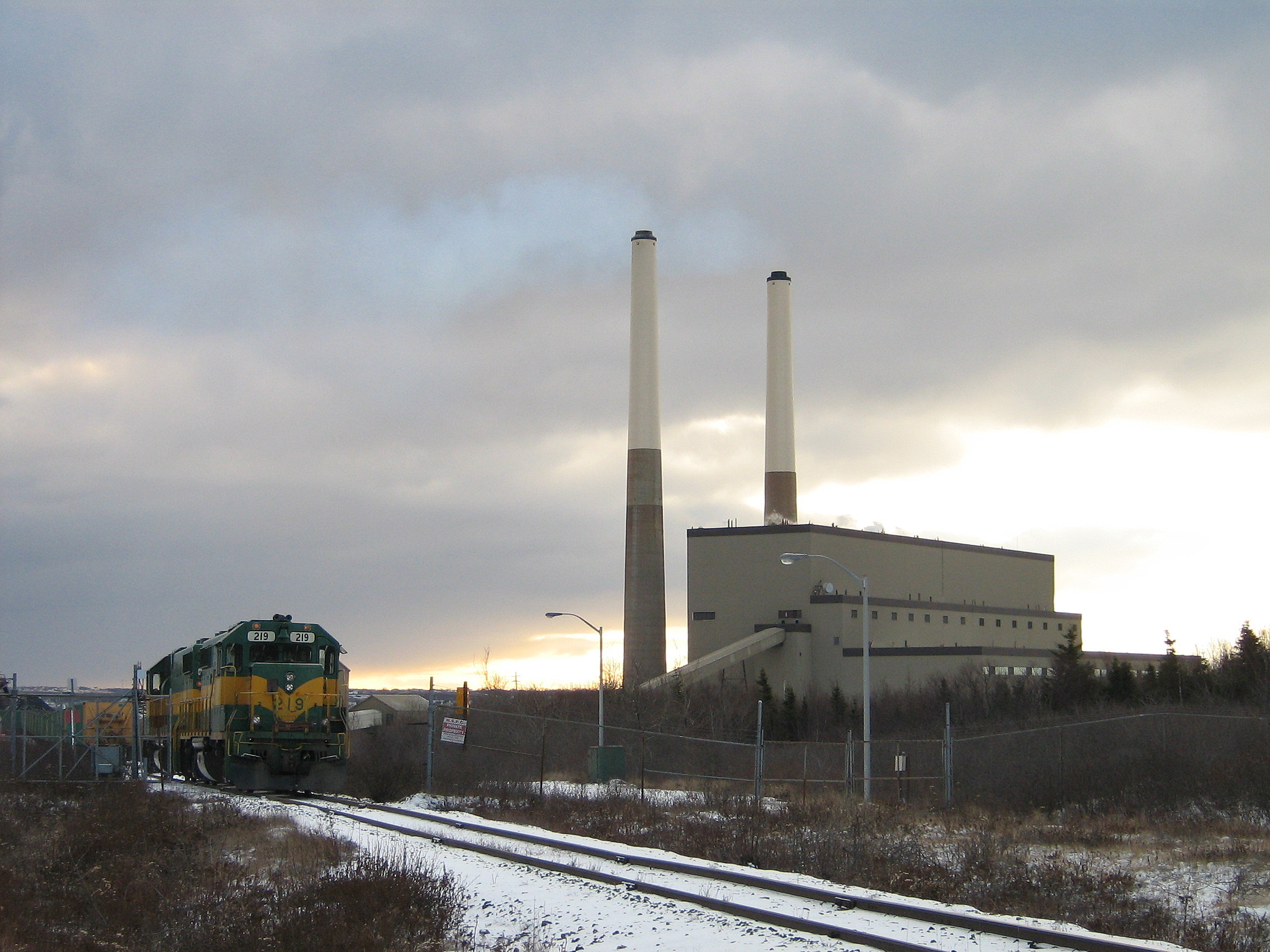
Depuis la fermeture des charbonnages, la centrale de Lingan de Nova Scotia Power, en Nouvelle-Écosse, est alimentée avec du charbon importé.

L'exploitation du charbon au Canada remonte au XVIIe siècle alors qu'une petite mine de charbon commence ses opérations dans la région de Minto, au Nouveau-Brunswick. En 1720, les soldats français ouvrent une mine au Cap-Breton, en Nouvelle-Écosse, afin d'approvisionner la forteresse de Louisbourg. Après la Conquête, les mines du Cap-Breton ont commencé à exporter leur production vers Boston et d'autres ports aux États-Unis. Dans l'ouest canadien, des gisements ont commencé à être exploités à compter de 1852. À compter des années 1880, la construction du chemin de fer transcontinental à travers l'Alberta et la Colombie-Britannique a entraîné l'ouverture de mines à proximité du chemin de fer. Dès 1911, les mines de l'ouest produisaient déjà la majorité du charbon canadien et constituent aujourd'hui plus de 95 % du total canadien.
Afin de protéger les mines du Cap-Breton de la concurrence américaine qui accédait au marché ontarien par les Grands Lacs, le gouvernement canadien impose des droits de douane dès 1887. Le gouvernement fédéral a longtemps poursuivi une politique de protection du charbon de la Nouvelle-Écosse qui s'est poursuivie par l'implication du gouvernement d'Ottawa dans l'exploitation des gisements de la région de Sydney, par l'entremise de la Cape Breton Development Corporation, ou DEVCO à compter de 1967. Les mines de Linden, Phalen et Prince ont cessé leur exploitation entre 1992 et 2001.
L'Alberta est aujourd'hui le principal producteur de charbon, qui abonde dans son sous-sol; on y retrouve des dépôts de charbon sur 48 % du territoire.

#### Réserves de charbon
Les réserves prouvées de charbon du Canada étaient estimées par l'Agence fédérale allemande pour les sciences de la terre et les matières premières (BGR) à 4 346 Mt (millions de tonnes) fin 2022, soit 0,6 % des réserves mondiales, au 12e rang mondial, loin derrière les États-Unis (28,0 %), la Chine (18,8 %) et l'Inde (15,7 %). Elles représentent 112 ans de production au rythme de 2022 : 38,7 Mt et sont restées inchangées depuis 2010. Le Canada a également 2 236 Mt de réserves de lignite, soit 0,7 % des réserves mondiales, au 19e rang mondial, qui représentent 349 ans de production au rythme de 2022 : 6,4 Mt et sont restées inchangées depuis 2010.

#### Production de charbon
Le Canada a produit 1 102 PJ de charbon en 2023, en recul de 31 % depuis 1990, soit 4,6 % de la production d'énergie primaire du pays et 0,6 % de la production mondiale.
L'Energy Institute estime la production de charbon du Canada en 2023 à 48,6 Mt (millions de tonnes), soit 1,24 EJ (exajoules), représentant 0,7 % du total mondial, au 13e rang mondial, loin derrière la Chine (51,9 %), l'Inde (9,3 %), l'Indonésie (8,8 %) et les États-Unis (6,6 %) ; cette production a progressé de 4,1 % en 2023, mais reculé de 19 % entre 2013 et 2023.

#### Consommation de charbon
Le Canada a consommé 316,5 PJ (pétajoules) de charbon en 2023, en recul de 69 % par rapport à 1990, soit 2,5 % de la consommation intérieure d'énergie primaire du pays.
L'Energy Institute estime la consommation de charbon du Canada à 0,37 EJ en 2023, soit 0,2 % du total mondial, loin derrière la Chine (56,1 %), l'Inde (13,4 %) et les États-Unis (5,5 %) ; elle a reculé de 3,7 % en 2023 et de 57 % depuis 2013. Le Canada consomme 30 % de sa production de charbon.

#### Exportations de charbon
Le Canada a exporté 979,5 PJ de charbon et en a exporté 194,6 PJ.
L'Energy Institute estime les exportations de charbon du Canada à 0,99 EJ et ses importations à 0,19 EJ. Ces deux flux sont en légère baisse sur la période 2013-2023. Les exportations canadiennes sont destinées surtout au Japon (32 %), à la Chine (22 %) et à la Corée du sud (20 %) ; l'Europe en reçoit 9 %.

## Uranium
Le Canada tient une place importante dans le domaine de l'énergie nucléaire, en particulier par ses ressources en uranium. La première mine d'uranium canadienne au Grand Lac de l'Ours a fourni de la matière première pour le Projet Manhattan. Aujourd'hui Cameco et Areva sont des producteurs majeurs d'uranium pour répondre aux besoins de l'industrie nucléaire. Cameco exploite le plus grand gisement mondial d'uranium à McArthur River, dans le Nord de la Saskatchewan.
Le Canada était en 2022 le 2e producteur mondial d'uranium avec 7 351 tonnes (13 325 tonnes en 2015), soit 15 % de la production mondiale, loin derrière le Kazakhstan (21 227 tonnes, soit 43,4 %).
Les ressources récupérables d'uranium au Canada étaient estimées en 2021 à 588 500 tonnes, soit près de 10 % du total mondial, au 3e rang derrière l'Australie (28 %) et le Kazakhstan (13 %).

## Électricité

### Production d'électricité
La production d'électricité au Canada s'élève à 626,8 TWh en 2023, dont 18,8 % à partir de combustibles fossiles et 66,9 % à partir d'énergies renouvelables, en particulier l'hydroélectricité (58 %).
En 2023, selon les estimations de l'Energy Institute, le Canada a produit 633,2 TWh d'électricité, en recul de 3,9 % en 2023 et de 3,4 % depuis 2013, soit 2,1 % de la production mondiale, au 7e rang mondial, loin derrière la Chine (31,6 %) et les États-Unis (14,8 %). Cette production se répartissait en 18,7 % de combustibles fossiles (gaz naturel : 14,2 %, charbon : 3,7 %, pétrole : 0,8 %), 14,1 % de nucléaire, 66,5 % d'énergies renouvelables (hydroélectricité 57,5 %, autres 9,0 %) et 0,7 % d'autres sources (déchets non renouvelables, pompage-turbinage, etc). La production d'électricité éolienne est estimée à 38,9 TWh (6,1 %), celle du solaire à 7,6 TWh (1,2 %), celle tirée de la biomasse et des déchets à 10,4 TWh (1,6 %).
| Source                                                   | 1990  | %     | 2000  | %     | 2010  | %     | 2020  | %    | 2023  | % 2023 | var. 2023/1990 |
| Charbon                                                  | 82,2  | 17,1  | 117,6 | 19,4  | 79,5  | 13,2  | 38,7  | 5,9  | 27,1  | 4,3 %  | -67 %          |
| Pétrole                                                  | 16,5  | 3,4   | 14,7  | 2,4   | 8,3   | 1,4   | 4,7   | 0,7  | 5,5   | 0,9 %  | -66 %          |
| Gaz naturel                                              | 9,7   | 2,0   | 33,5  | 5,5   | 51,9  | 8,6   | 73,0  | 11,2 | 85,3  | 13,6 % | +784 %         |
| Sous-total fossiles                                      | 108,3 | 22,5  | 167,8 | 27,4  | 139,8 | 23,1  | 116,3 | 17,9 | 118,0 | 18,8 % | +9 %           |
| Nucléaire                                                | 73,0  | 15,1  | 72,8  | 12,0  | 90,7  | 15,0  | 98,2  | 15,1 | 89,6  | 14,3 % | +23 %          |
| Hydraulique                                              | 296,8 | 61,6  | 358,6 | 59,2  | 351,5 | 58,3  | 386,6 | 59,3 | 363,7 | 58,0 % | +23 %          |
| Biomasse                                                 | 4,1   | 0,9   | 8,4   | 1,4   | 8,9   | 1,5   | 9,9   | 1,5  | 9,2   | 1,5 %  | +123 %         |
| Déchets renouv.                                          | 0,08  | 0,02  | 0,1   | 0,02  | 0,1   | 0,02  | 0,2   | 0,02 | 0,2   | 0,03 % | +20 %          |
| Éolien                                                   | 0     |       | 0,26  | 0,04  | 8,7   | 1,4   | 35,8  | 5,5  | 37,4  | 6,0 %  | ns             |
| Solaire                                                  | 0     |       | 0,016 | 0,003 | 0,3   | 0,04  | 4,1   | 0,6  | 8,1   | 1,3 %  | ns             |
| Marée                                                    | 0,03  | 0,005 | 0,03  | 0,005 | 0,03  | 0,005 | 0     |      | 0     | 0 %    | -100 %         |
| Sous-total EnR                                           | 301,3 | 62,4  | 367,7 | 60,6  | 369,6 | 61,3  | 436,6 | 67,0 | 418,7 | 66,9 % | +39 %          |
| Déchets non renouv.                                      | 0,04  | 0,01  | 0,05  | 0,01  | 0,1   | 0,01  | 0,1   | 0,01 | 0,1   | 0,01 % | +20 %          |
| Autres                                                   |       |       |       |       | 3,0   | 0,5   | 0,3   | 0,05 | 0,4   | 0,07 % | ns             |
| Total                                                    | 482,6 | 100   | 606,2 | 100   | 603,0 | 100   | 651,5 | 100  | 626,8 | 100 %  | +30 %          |
| Source des données : Agence internationale de l'énergie. |       |       |       |       |       |       |       |      |       |        |                |

### Étatisation et électrification rurale
Le développement du secteur électrique s'est accéléré au lendemain de la Première Guerre mondiale avec un mouvement de prise de contrôle des services publics d'électricité par les gouvernements provinciaux. C'est le cas notamment en Nouvelle-Écosse, au Nouveau-Brunswick, au Manitoba, en Saskatchewan et en Colombie-Britannique, qui mettent en place des services publics qui absorbent plus ou moins rapidement les entrepreneurs privés à compter des années 1920. Les entreprises électriques nationalisées ont notamment pour mandat de développer l'électrification rurale et de développer le potentiel hydroélectrique des provinces. La phase de consolidation de l'industrie est complétée en 1963 par la deuxième phase de la nationalisation de l'électricité au Québec.
Sous la gouverne de l'État, les sociétés électriques provinciales investissent massivement dans le secteur électrique afin de stimuler le développement économique. C'est notamment le cas de Joey Smallwood à Terre-Neuve, de W.A.C. Bennett en Colombie-Britannique, d'Ed Schreyer au Manitoba et de Robert Bourassa au Québec. Cette vision de l'impact de l'hydroélectricité sur le développement industriel a longtemps été défendue par les historiens économiques et les leaders politiques.

### Hydroélectricité

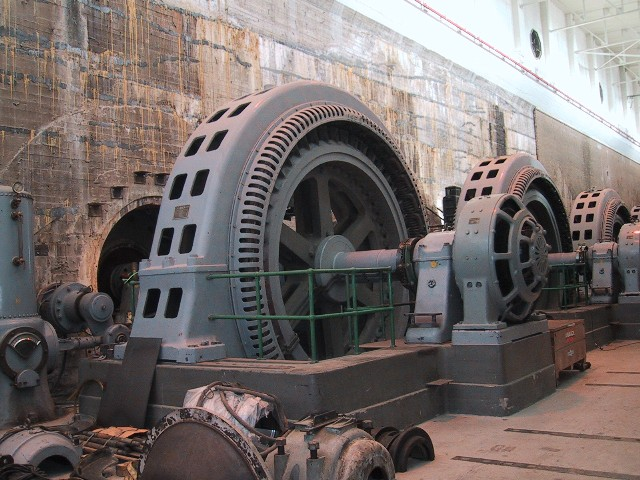
Une turbine Francis horizontale à la centrale de Pointe-du-Bois au Manitoba.

La production hydroélectrique brute du Canada atteignait 363,67 TWh en 2023, en progression de 23 % par rapport à 1990, soit 58,0 % de la production d'électricité du pays.
L'Energy Institute estime la production hydroélectrique brute du Canada en 2023 à 364,2 TWh, soit 3,7 EJ, au 3e rang mondial avec 8,6 % du total mondial, derrière la Chine (30,1 %) et le Brésil (9,9 %) ; cette production a progressé de 3,7 % en 2022, mais reculé de 1 % depuis 2012.
Le Canada était en 2020 le troisième producteur mondial d'hydroélectricité, après la Chine et le Brésil, avec une production de 383 TWh, soit 8,8 % du total mondial ; la puissance installée de ses centrales hydroélectriques atteignait 82 000 MW, dont 177 MW de pompage-turbinage. Les mises en service de 2020 se sont élevées à 275 MW, avec en particulier la connexion au réseau de la première unité de la centrale de Lower Churchill au Labrador. Plus de 4 GW de projets sont en cours de construction.
Le développement de l'hydroélectricité a affecté profondément la vie économie et politique canadienne, dans la mesure où l'« hydro » — un terme souvent utilisé au Canada pour désigner toutes les formes d'électricité —, a symbolisé la transition entre le « vieux » développement industriel du XIXe siècle et un nouveau type de développement industriel, qui marquera le Canada au XXe siècle.
En Ontario, trois entreprises se font compétition pour développer le potentiel hydraulique de la partie canadienne des chutes du Niagara. Après plusieurs années de délais, la construction débute sur les deux premiers sites en 1902, et deux ans plus tard sur le troisième. Parallèlement à ces développements, un groupe de municipalités du sud de l'Ontario discutent entre elles afin d'obtenir un approvisionnement stable en énergie hydroélectrique. Avec réticence, le premier ministre ontarien, George William Ross, organise l'Ontario Power Commission  en 1903 afin de coordonner les efforts. Mais cette tentative ne portera pas fruit en raison du refus par les entrepreneurs de garantir l'approvisionnement aux villes. Ce refus provoque une controverse publique et le gouvernement met en place une commission d'enquête dirigée par Adam Beck, qui recommande la mise sur pied d'un réseau de distribution public. Le gouvernement provincial forme la Commission hydro-électrique de l'Ontario en 1906, afin de réglementer l'industrie et de déterminer les moyens de distribution de l'électricité aux municipalités. Les électeurs approuvent la municipalisation aux élections municipales de 1907 et des contrats sont signés avec un des exploitants des chutes du Niagara. La Commission, qui allait être connue sous le nom d'Ontario Hydro, commence ses livraisons en octobre 1910.
À Winnipeg et Vancouver, des entreprises privées ont d'abord développé le potentiel hydroélectrique dans les principaux centres. La British Columbia Electric Railway est la première entreprise à développer un site hydroélectrique en Colombie-Britannique. L'entreprise reste sous contrôle privé jusqu'après la Première Guerre mondiale. Dans la capitale manitobaine, le magnat du chemin de fer, William Mackenzie, construit la première centrale manitobaine sur la rivière Winnipeg afin de répondre aux besoins de la meunerie Ogilvie. Les citoyens décident cependant de briser le monopole de l'entreprise de M. Mackenzie et votent en faveur de la construction d'une centrale concurrente sur la rivière Winnipeg au coût de 3,25 millions de dollars en 1906.
Une fois que le développement a débuté, la puissance installée s'accroît très rapidement au cours des deux premières décennies du siècle dernier. Entre 1890 et 1914, la puissance des centrales passe de 72 000 hp à 2 millions hp.
En tant qu'exploitants des systèmes d'électricité, plusieurs gouvernements provinciaux ont massivement investi dans la construction d'installations hydroélectriques sur leur territoire durant les années 1960 et 1970. BC Hydro a construit les barrages Gordon M. Shrum sur la rivière de la Paix (2 730 MW) et les aménagements de Mica (1 805 MW) et de Revelstoke (1 980 MW), sur le fleuve Columbia. Manitoba Hydro a aménagé trois ouvrages sur le fleuve Nelson — les centrales de Kettle, Long Spruce et Jenpeg —, pour une puissance combinée de plus de 2 300 MW, CF(L)Co construisait la controversée centrale de Churchill Falls (5 428 MW) et même Énergie NB aménageait le fleuve Saint-Jean à Mactaquac  (672 MW), près de Fredericton.
C'est cependant au Québec que l'activité de construction de nouveaux ouvrages hydroélectriques a été la plus soutenue. Entre 1965 et 1984, Hydro-Québec met successivement en service les 7 centrales du projet Manic-Outardes, un complexe de 6 224 MW sur la Côte-Nord, puis les trois premières centrales du projet de la Baie-James sur la Grande Rivière (10 282 MW).
En dépit de la durée des travaux allongée par des grèves, des conflits territoriaux épineux avec les communautés autochtones, des coûts très élevés et des dépassements parfois massifs, les grandes centrales hydroélectriques canadiennes produisent aujourd'hui une quantité substantielle d'énergie renouvelable à un coût stable et largement inférieur aux autres filières de production. À la Baie-James, par exemple, le coût de production ne s'élève qu'à 1,5 cent le kilowatt-heure. En conséquence, les tarifs d'électricité des résidents du Manitoba, du Québec et de la Colombie-Britannique figurent parmi les plus bas en Amérique du Nord et dans les pays membres de l'Agence internationale de l'énergie.

### Énergie fossile
L'utilisation de pétrole et de charbon est en net recul depuis les années 2000 tandis que celle de gaz naturel est en très forte augmentation ; au total la part des combustibles fossiles a reculé de 22,5 % en 1990 à 18,8 % en 2023, dont 13,6 % de gaz naturel et 4,3 % de charbon.
Dans le cadre de l'accord de Paris sur le climat, le gouvernement canadien annonce en novembre 2016 que les provinces de l'Alberta, de la Saskatchewan, du Nouveau-Brunswick et de la Nouvelle-Écosse qui disposent de centrales au charbon à cette date pourront soit les fermer complètement, comme la première prévoit de le faire, ou avoir recours « à des technologies de capture et d'entreposage du carbone ».

### Énergie nucléaire

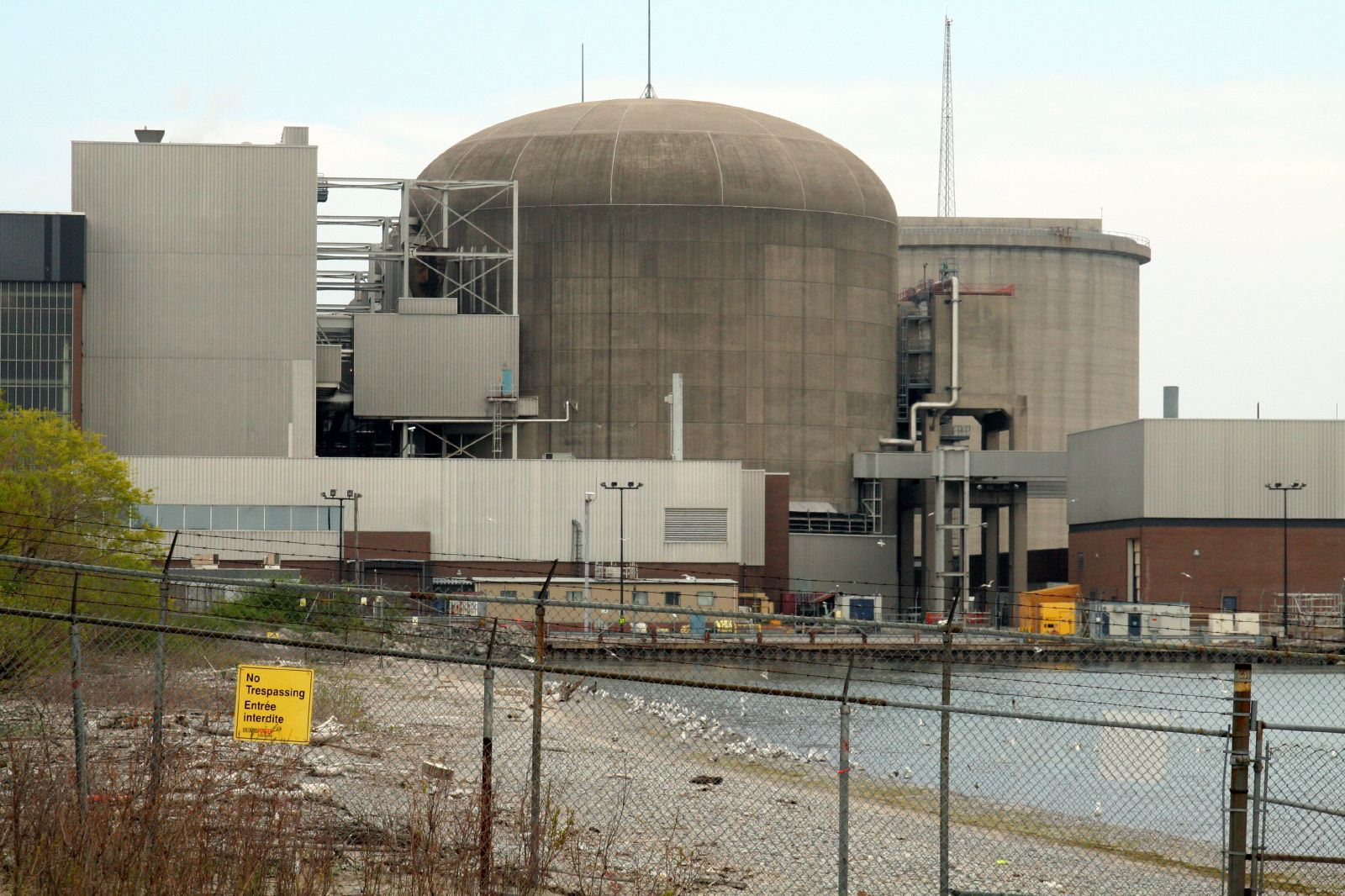
La centrale nucléaire de Pickering, en Ontario.

En 2023, la production brute d'électricité nucléaire du Canada atteignait 89,64 TWh, en progression de 23 % par rapport à 1990, soit 14,3 % de la production d'électricité du pays.
L'Energy Institute estime la production nucléaire brute du Canada en 2023 à 89,0 TWh, au 6e rang mondial avec 3,3 % du total mondial, loin derrière les États-Unis (29,8 %), la Chine (15,9 %), la France (12,4 %), la Russie (7,9 %) et la Corée du sud (6,6 %) ; cette production a progressé de 2,8 % en 2023, mais est en recul de 13 % par rapport à 2013.
Au 3 août 2020, le Canada exploite 19 réacteurs nucléaires opérationnels, totalisant 13 624 MW de puissance installée, répartis sur 4 centrales nucléaires, qui ont produit 92,65 TWh en 2020 (production nette), soit 14,6 % de l'électricité du pays. Il se place au 7e rang en nombre de réacteurs en service et au 6e rang en capacité de production.
Le premier réacteur nucléaire canadien, le ZEEP, a été construit en 1945. Le Canada a construit son premier réacteur de recherche, le NRX au laboratoire de Chalk River en Ontario en 1947. C'est à partir de cette base que le Conseil national de recherches Canada et Énergie atomique du Canada Limitée a construit la famille de réacteurs nucléaires CANDU.
Disposant d'un potentiel hydroélectrique relativement faible, l'Ontario s'est tourné vers l'énergie nucléaire dès les années 1960. Ontario Hydro fait construire une centrale de 200 MW à Douglas Point en 1968, puis 20 réacteurs commerciaux sur trois sites à Pickering, Bruce et Darlington entre la fin des années 1960 et le début des années 1990. Parallèlement à ces développements, le Nouveau-Brunswick et le Québec font construire un réacteur CANDU chacun. Ces deux réacteurs seront mis en service en 1983.
Les années 1990 seront cependant difficiles pour l'industrie nucléaire canadienne. La dette énorme souscrite pour construire les réacteurs ainsi que les problèmes de fiabilité et de durée de vie des CANDU deviendront des questions politiques brûlantes en Ontario. Afin de résoudre le problème, le gouvernement conservateur de Mike Harris décide d'ouvrir le marché de la production d'électricité à la compétition. L'ouverture aux capitaux privés a permis la réfection et la remise en service de la majorité des réacteurs de la centrale de Bruce, reprise par un groupe dirigé par Cameco et British Energy. Le gouvernement ontarien a considéré lancer la construction de deux nouvelles centrales nucléaires, mais les coûts de construction, évalués à 26 milliards de dollars et l'incertitude relativement à l'avenir de la division CANDU d'EACL, ont convaincu le gouvernement ontarien de suspendre l'appel d'offres en juin 2009.
Le ministre de l’Énergie du Nouveau-Brunswick a déclaré le 9 juillet 2018 que le développement au Nouveau-Brunswick de petits réacteurs modulaires pourrait représenter une occasion économique pour la province, mais aussi une possibilité importante d’exportation. Un réacteur ARC-100 de 100 MWe de la société Advanced Reactor Concepts pourrait être installé à la centrale de Point Lepreau d'ici 2030.
Ontario Power Generation (OPG) a révélé, lors de la conférence 2020 de la Canadian Nuclear Association (CNA), des projets ambitieux en matière de petits réacteurs modulaires (SMR) : appuyé par un fort soutien public, aussi bien fédéral que provincial, OPG envisage de construire un réacteur SMR sur le site de Darlington, qui accueille déjà quatre réacteurs CANDU, et pour laquelle la Canadian Nuclear Safety Commission (CNSC) lui a délivré un permis préliminaire en 2012 pour un ajout de puissance jusqu’à 4,8 GW. Ces SMR devront probablement compenser au moins en partie la fermeture de la centrale  de Pickering, qui causera la perte sur le réseau de 1 GW en 2022, puis de 2,1 GW en 2024, éventuellement différée à 2028, ce qui présage d’un calendrier accéléré afin d’éviter tout déficit de capacité sur le réseau ontarien. La Saskatchewan et le Nouveau-Brunswick ont formé avec l’Ontario une Alliance pour les SMR, à laquelle l’Alberta devrait adhérer avant la fin de 2020.
Le 2 décembre 2021, Ontario Power Generation (OPG) annonce son intention de construire sur le site de Darlington un petit réacteur modulaire BWRX-300 de GE Hitachi Nuclear Canada ; ce réacteur de 300 MW serait le premier nouveau réacteur du pays depuis près de trente ans. La mise en service est prévue en 2028 ; GE Hitachi, basée en Caroline du Nord, a été préférée au canadien Terrestrial Energy et à X-energy. OPG dépose en mars 2022 un dossier de demande de licence pour construire son BWRX-300 à Darlington ; des travaux préliminaires de préparation du site ont débuté en octobre 2021. La décision finale d'investissement est prévue en 2024.
En juin 2022, après avoir étudié plusieurs modèles de petits réacteurs modulaires, la province du Saskatchewan choisit le BWRX-300 pour un potentiel développement au cours des années 2030 ; la décision finale ne sera pas prise avant 2029.

### Énergie éolienne

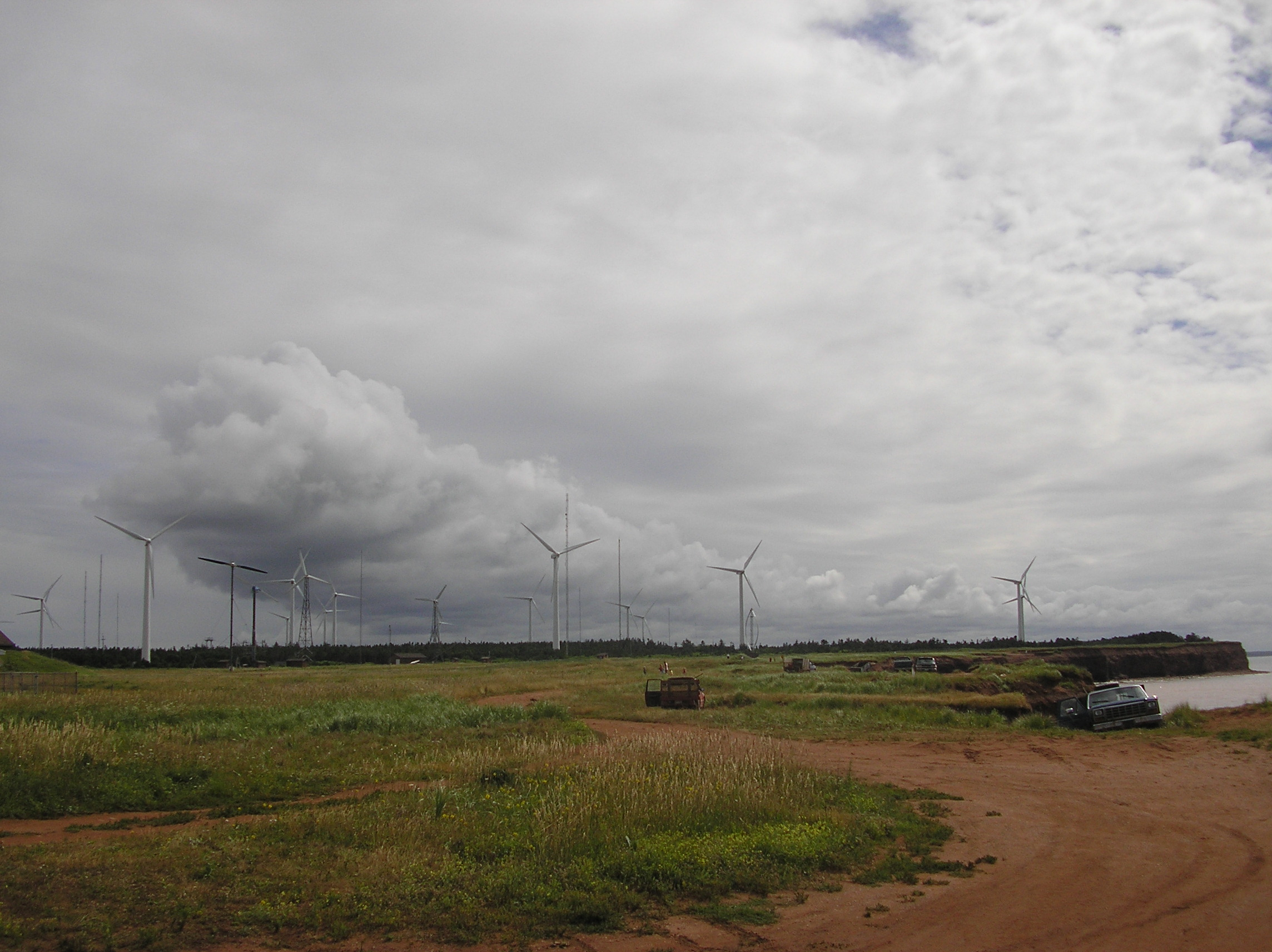
Parc éolien à North Cape, Île-du-Prince-Édouard.

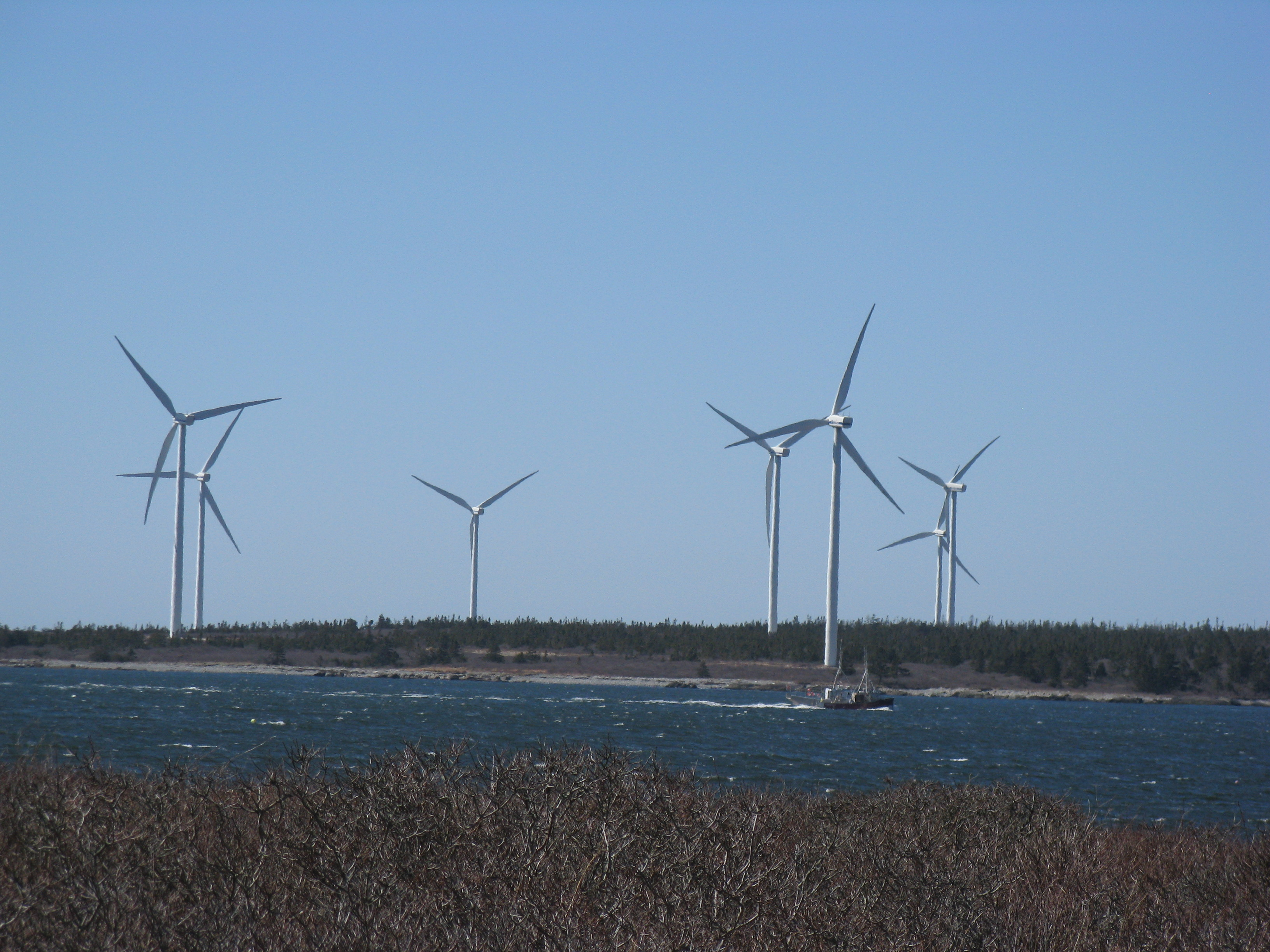
Parc éolien à Pubnico Point, Comté de Shelburne, Nouvelle-Écosse en 2009.

La production électrique brute éolienne du Canada atteignait 37,38 TWh en 2023, soit 6,0 % de la production d'électricité du pays.
L'Energy Institute estime la production d'électricité éolienne du Canada en 2023 à 38,9 TWh, soit 6,1 % de la production d'électricité du pays, au 9e rang mondial des producteurs éoliens avec 1,7 % de la production mondiale, loin derrière la Chine (38,1 %) et les États-Unis (18,5 %).

### Énergie solaire photovoltaïque
La production électrique de l'énergie solaire photovoltaïque au Canada atteignait 8,14 TWh en 2023, soit 1,3 % de la production d'électricité du pays.
L'Energy Institute estime la production d'électricité solaire photovoltaïque du Canada en 2023 à 7,6 TWh, soit 1,2 % de la production d'électricité du pays et 0,5 % du total mondial. Il estime la puissance installée photovoltaïque du pays en 2023 à 5 757 MWc, en progression de 445 MWc (+8,4 %).
En 2022, le Canada a installé 449 MWc.
En 2021, le Canada a installé environ 400 MWc, après 200 MWc en 2020 comme en 2019.
Le Canada a installé 100 MWc en 2018 après 249 MWc en 2017.
En 2016, le Canada a installé 200 MWc de photovoltaïque, portant sa puissance cumulée à 2 715 MWc fin 2016, au 13e rang mondial.

### Échanges internationaux d'électricité
En 2023, le Canada a exporté 49,4 TWh d'électricité et en a importé 21,7 TWh ; son solde exportateur de 27,7 TWh le classe au 4e rang mondial des exportateurs d'électricité, derrière la France (50,3 TWh), le Laos et la Suède.
En 2020, le solde exportateur du Canada s'élève à 57,6 TWh, classant le pays au 1er rang mondial des exportateurs d'électricité.

### Libéralisation des marchés
À l'instar de plusieurs autres pays occidentaux, l'industrie canadienne de l'électricité a été réorganisée durant les années 1990. Mais compte tenu de la nature provinciale des activités dans le secteur électrique, la restructuration s'est manifestée de manière différente, d'une province l'autre. Dans certains cas, elle s'est limitée à effectuer une séparation fonctionnelle de certains monopoles provinciaux verticalement intégrés, comme ce fut le cas par exemple avec BC Hydro et Hydro-Québec, qui se sont rapidement conformées à l'ordonnance 888 de la Federal Energy Regulatory Commission en créant des filiales pour gérer leurs réseaux de transport en 1997.
Par contre, la restructuration a été beaucoup plus profonde dans d'autres provinces. En Alberta, la propriété des installations de production a été libéralisée dès 1998. Selon l'Agence internationale de l'énergie, plus de 3 000 MW de nouvelles centrales ont été construits par des entreprises privées en Alberta entre 1998 et 2004. Un marché de gros concurrentiel de l'électricité a été mis en place depuis 1996 et la concurrence de la vente au détail a été instaurée le 1er janvier 2001. Le gouvernement albertain a toutefois dû intervenir pour plafonner les prix de détail à 11 cents le kilowatt-heure pour un an, en raison des contre-coups de la crise de l'énergie en Californie, qui a perturbé tous les marchés de l'ouest de l'Amérique du Nord à l'hiver 2000-2001.
En Ontario, le programme de la « révolution du bon sens » de Mike Harris a conduit au démantèlement de la société de la Couronne Ontario Hydro en cinq composantes dès octobre 1998 en vue d'implanter un régime de libre concurrence et de la privatiser partiellement. Les centrales électriques, y compris les trois centrales nucléaires de la province ont été confiées à Ontario Power Generation, dont on voulait réduire la part de marché à 35 %. Le réseau de transport et de distribution devient Hydro One, en attendant une introduction en bourse, qui sera stoppée par la Cour supérieure de l'Ontario.
La libéralisation des ventes au détail a été complétée en mai 2002 et les prix ont brièvement chuté au printemps. Cependant, un été chaud et des retards à remettre en service une partie du parc de production nucléaire ont fait grimper les prix plus rapidement qu'anticipé par le gouvernement. Des hausses de prix d'environ 30 % provoquent l'insatisfaction du public et forcent le gouvernement à geler rétroactivement le prix de gros de l'électricité au niveau de mai 2002.

## Consommation d'énergie primaire
Le Canada est un pays dont l'intensité énergétique est élevée. La consommation d'énergie primaire par unité de PIB par habitant figure parmi les plus élevées au monde. Il existe plusieurs raisons structurelles qui expliquent cette forte intensité énergétique de l'économie canadienne. Plusieurs secteurs industriels, comme les métaux non ferreux, les pâtes et papiers et l'exploitation pétrolière et gazière, sont de grands consommateurs d'énergie, un climat rigoureux, un niveau de vie élevé et l'absence de contraintes d'espace font en sorte que le chauffage et les transports nécessitent une grande quantité d'énergie.
La consommation propre d'énergie du secteur énergétique atteignait 2 274 PJ en 2022, soit 18,3 % de la consommation totale d'énergie primaire ; l'exploitation des sables bitumineux est particulièrement consommatrice d'énergie.
Les Canadiens sont de gros consommateurs d'énergie primaire : 359,7 GJ/habitant en 2023, soit 4,7 fois la moyenne mondiale 77 GJ/hab et 2,7 fois la consommation de la France (133,8 GJ/hab) ; ils dépassent même de 30 % leurs voisins américains (277,3 GJ/hab).
| Source                                                   | 1990  | %     | 2000   | %    | 2010   | %    | 2020   | %    | 2023   | % 2023 | var. 2023/1990 |
| Charbon                                                  | 1 016 | 11,5  | 1 327  | 12,6 | 967    | 8,9  | 409    | 3,4  | 317    | 2,5 %  | -69 %          |
| Pétrole                                                  | 3 203 | 36,2  | 3 647  | 34,5 | 3 952  | 36,3 | 3 917  | 32,9 | 4 164  | 33,4 % | +30 %          |
| Gaz naturel                                              | 2 292 | 25,9  | 3 109  | 29,4 | 3 292  | 30,2 | 4 704  | 39,5 | 5 078  | 40,8 % | +122 %         |
| Ss-total fossiles                                        | 6 511 | 73,5  | 8 083  | 76,5 | 8 211  | 75,3 | 9 031  | 75,8 | 9 559  | 76,8 % | +47 %          |
| Nucléaire                                                | 812   | 9,2   | 794    | 7,5  | 989    | 9,1  | 1 071  | 9,0  | 978    | 7,9 %  | +20 %          |
| Hydraulique                                              | 1 068 | 12,1  | 1 291  | 12,2 | 1 265  | 11,6 | 1 391  | 11,7 | 1 309  | 10,5 % | +23 %          |
| Biomasse-déchets                                         | 466   | 5,3   | 521    | 4,9  | 491    | 4,5  | 487    | 4,1  | 539    | 4,3 %  | +16 %          |
| Solaire, éolien                                          | 0,1   | ns    | 1,1    | 0,01 | 34     | 0,3  | 145    | 1,2  | 165    | 1,3 %  | x1777          |
| Ss-total EnR                                             | 1 535 | 17,3  | 1 813  | 17,2 | 1 790  | 16,4 | 2 024  | 17,0 | 2 013  | 16,2 % | +31 %          |
| Solde exp.électricité                                    | -1,3  | -0,01 | -128   | -1,2 | -92    | -0,8 | -207   | -1,7 | -185   | -0,8 % | ns             |
| Total                                                    | 8 857 | 100   | 10 562 | 100  | 10 898 | 100  | 11 918 | 100  | 12 450 | 100 %  | +41 %          |
| Source des données : Agence internationale de l'énergie. |       |       |        |      |        |      |        |      |        |        |                |

Après avoir progressé de 19 % entre 1990 et 2000, la consommation d'énergie primaire s'est accrue seulement de 18 % entre 2000 et 2023 ; comme la population a augmenté de 34,6 % pendant cette période, la consommation par habitant a baissé de 12 % depuis 2000.

## Consommation finale d'énergie

### Consommation finale d'énergie par source d'énergie
La consommation finale d'énergie au Canada (après raffinage, transformation en électricité ou en chaleur de réseau, transport, etc) a évolué comme suit :
| Source                                                  | 1990  | %    | 2000  | %    | 2010  | %    | 2020  | %    | 2022  | % 2022 | var. 2022/1990 |
| Charbon                                                 | 134   | 2,0  | 152   | 2,0  | 136   | 1,7  | 90    | 1,2  | 86    | 1,0 %  | -36 %          |
| Produits pétroliers                                     | 2 740 | 41,3 | 3 196 | 42,1 | 3 747 | 48,1 | 3 333 | 42,8 | 3 611 | 43,6 % | +32 %          |
| Gaz naturel                                             | 1 813 | 27,3 | 2 237 | 29,4 | 1 768 | 22,7 | 2 090 | 26,8 | 2 195 | 26,5 % | +21 %          |
| Biomasse-déchets                                        | 415   | 6,2  | 429   | 5,6  | 393   | 5,0  | 384   | 4,9  | 427   | 5,2 %  | +3 %           |
| Électricité                                             | 1 505 | 22,7 | 1 551 | 20,4 | 1 721 | 22,1 | 1 865 | 24,0 | 1 931 | 23,3 % | +28 %          |
| Chaleur                                                 | 27    | 0,4  | 34    | 0,4  | 18    | 0,2  | 22    | 0,3  | 24    | 0,3 %  | -11 %          |
| Total                                                   | 6 634 | 100  | 7 600 | 100  | 7 784 | 100  | 7 787 | 100  | 8 274 | 100 %  | +25 %          |
| Source des données : Agence internationale de l'énergie |       |      |       |      |       |      |       |      |       |        |                |

### Consommation finale d'énergie par secteur
La répartition par secteur de la consommation finale d'énergie a évolué comme suit :
| Filière                                                  | 1990  | %    | 2000  | %    | 2010  | %    | 2020  | %    | 2022  | % 2022 | var. 2022/1990 |
| Industrie                                                | 1 977 | 29,8 | 2 267 | 29,8 | 1 751 | 22,5 | 1 807 | 23,2 | 1 944 | 23,5 % | -2 %           |
| Transport                                                | 1 805 | 27,2 | 2 183 | 28,7 | 2 466 | 31,7 | 2 232 | 28,7 | 2 479 | 30,0 % | +37 %          |
| Résidentiel                                              | 1 316 | 19,8 | 1 308 | 17,2 | 1 332 | 17,1 | 1 369 | 17,6 | 1 381 | 16,7 % | +5 %           |
| Tertiaire                                                | 770   | 11,6 | 827   | 10,9 | 947   | 12,2 | 1 135 | 14,6 | 1 139 | 13,8 % | +48 %          |
| Agriculture                                              | 136   | 2,0  | 176   | 2,3  | 266   | 3,4  | 304   | 3,9  | 316   | 3,8 %  | +133 %         |
| Usages non énergétiques (chimie)                         | 629   | 9,5  | 838   | 11,0 | 1 020 | 13,1 | 937   | 12,0 | 1 013 | 12,2 % | +61 %          |
| Total                                                    | 6 634 | 100  | 7 600 | 100  | 7 784 | 100  | 7 787 | 100  | 8 274 | 100 %  | +25 %          |
| Source des données : Agence internationale de l'énergie. |       |      |       |      |       |      |       |      |       |        |                |

### Consommation finale d'électricité
La consommation brute d'électricité par habitant au Canada atteignait 14 148 kWh en 2023, en baisse de 12,6 % par rapport à 1990, soit 4,1 fois la moyenne mondiale : 3 427 kWh (en 2022) et 2,1 fois celle de la France (6 638 kWh), 9 % au-dessus de la consommation aux États-Unis : 12 986 kWh ; seules l'Islande (51 841 kWh), la Norvège (23 425 kWh), le Qatar (19 110 kWh) et les Émirats arabes unis (15 674 kWh) dépassent le niveau canadien. Les consommations très élevées de l'Islande et de la Norvège s'expliquent par la présence d'usines d'aluminium qui utilisent des quantités considérables d'électricité dans des procédés électrolytiques ; le Canada a aussi de telles usines, mais sa population est beaucoup plus importante.
La répartition par secteur de la consommation finale d'électricité a évolué comme suit :
| Secteur                                                  | 1990  | %    | 2000  | %    | 2010  | %    | 2020  | %    | 2022  | % 2022 | var. 2022/1990 |
| Industrie                                                | 167,9 | 40,2 | 190,2 | 44,1 | 178,3 | 37,3 | 177,3 | 34,2 | 190,3 | 35,5 % | +13 %          |
| Transport                                                | 3,3   | 0,8  | 4,5   | 1,0  | 4,1   | 0,9  | 7,6   | 1,5  | 8,4   | 1,6 %  | +158 %         |
| Résidentiel                                              | 129,8 | 31,1 | 138,2 | 32,1 | 159,1 | 33,3 | 176,6 | 34,1 | 179,2 | 33,4 % | +38 %          |
| Tertiaire                                                | 108,4 | 25,9 | 88,4  | 20,5 | 127,0 | 26,6 | 146,1 | 28,2 | 148,0 | 27,6 % | +37 %          |
| Agriculture                                              | 8,6   | 2,1  | 9,6   | 2,2  | 9,5   | 2,0  | 10,6  | 2,0  | 10,6  | 2,0 %  | +23 %          |
| Total                                                    | 418,0 | 100  | 430,9 | 100  | 477,9 | 100  | 518,1 | 100  | 536,5 | 100 %  | +28 %          |
| Source des données : Agence internationale de l'énergie. |       |      |       |      |       |      |       |      |       |        |                |

## Politique énergétique
Le gouvernement souhaite porter la part de l'éolien dans la production d'électricité à 20 % en 2025 ; la biomasse n'a cru que de 1,8 % par an depuis 2002, mais son potentiel est immense grâce aux ressources forestières et agricoles encore peu exploitées. La filière photovoltaïque a commencé à recevoir des investissements significatifs avec 268 MW installés au cours de l'année 2012 et la puissance installée totale atteint 766 MW fin 2012, surtout en Ontario grâce à un système de prix garanti ; le gouvernement a décidé d'accorder un soutien au net metering (aide pour la part autoconsommée de la production solaire) qui devrait encourager un développement rapide de la filière.

### Questions constitutionnelles
Le régime politique canadien partage les compétences relatives à l'énergie entre le gouvernement fédéral et les provinces et territoires. La constitution du Canada confie les ressources naturelles et une partie des pouvoirs en matière d'environnement aux provinces, qui sont notamment responsables de l'exploration, du développement, de la conservation et de la gestion des ressources non renouvelables, en plus d'être compétentes en matière de la production, du transport et de la distribution de l'électricité. Une majorité de provinces sont aussi propriétaires  des sociétés de la Couronne qui dominent l'industrie électrique dans leurs territoires respectifs.
Le gouvernement fédéral exerce principalement ses compétences en matière de réglementation du commerce interprovincial et international, notamment par la réglementation du transport ferroviaire et pipelinier, ainsi que de la navigation. En matière de normalisation, Ottawa est aussi responsable de l'efficacité énergétique, en particulier des normes du bâtiment, de celles pour les véhicules neufs et des programmes d'étiquetage des produits de consommation. Le secteur de l'énergie nucléaire est également de compétence fédérale, particulièrement en matière de permis et de sécurité. Enfin, le gouvernement fédéral exerce une compétence plus étendue dans les territoires.
Ce partage des pouvoirs entre les deux paliers de gouvernement oblige le gouvernement fédéral et les provinces à coordonner leurs politiques respectives. Ce système a engendré plusieurs conflits dans le passé, notamment au sujet du pétrole et du transport de l'électricité, en raison des intérêts divergents qui divisent souvent les provinces. Ces conflits sont motivés à la fois par des conflits idéologiques et par des ressources naturelles inégalement réparties sur le territoire créant des bilans énergétiques qui varient grandement d'une région à l'autre.

#### Réglementation fédérale
Créé en 1959, l'Office national de l'énergie est un tribunal administratif responsable de la réglementation en matière de transport d'énergie. L'office autorise la construction et l'exploitation des oléoducs, des gazoducs, accorde des permis pour l'importation et l'exportation d'énergie - dont les exportations d'électricité -, en plus de gérer l'exploitation des zones arctiques et des ressources offshore qui ne sont pas couvertes par des ententes fédérales-provinciales.
En 1985, le gouvernement fédéral et les gouvernements de l'Alberta, de la Colombie-Britannique et de la Saskatchewan se sont entendus pour déréglementer les prix du pétrole brut et du gaz naturel. Le pétrole offshore au large de la côte atlantique font l'objet d'ententes entre Ottawa et les provinces de la Nouvelle-Écosse et de Terre-Neuve-et-Labrador.

#### Réglementations provinciales

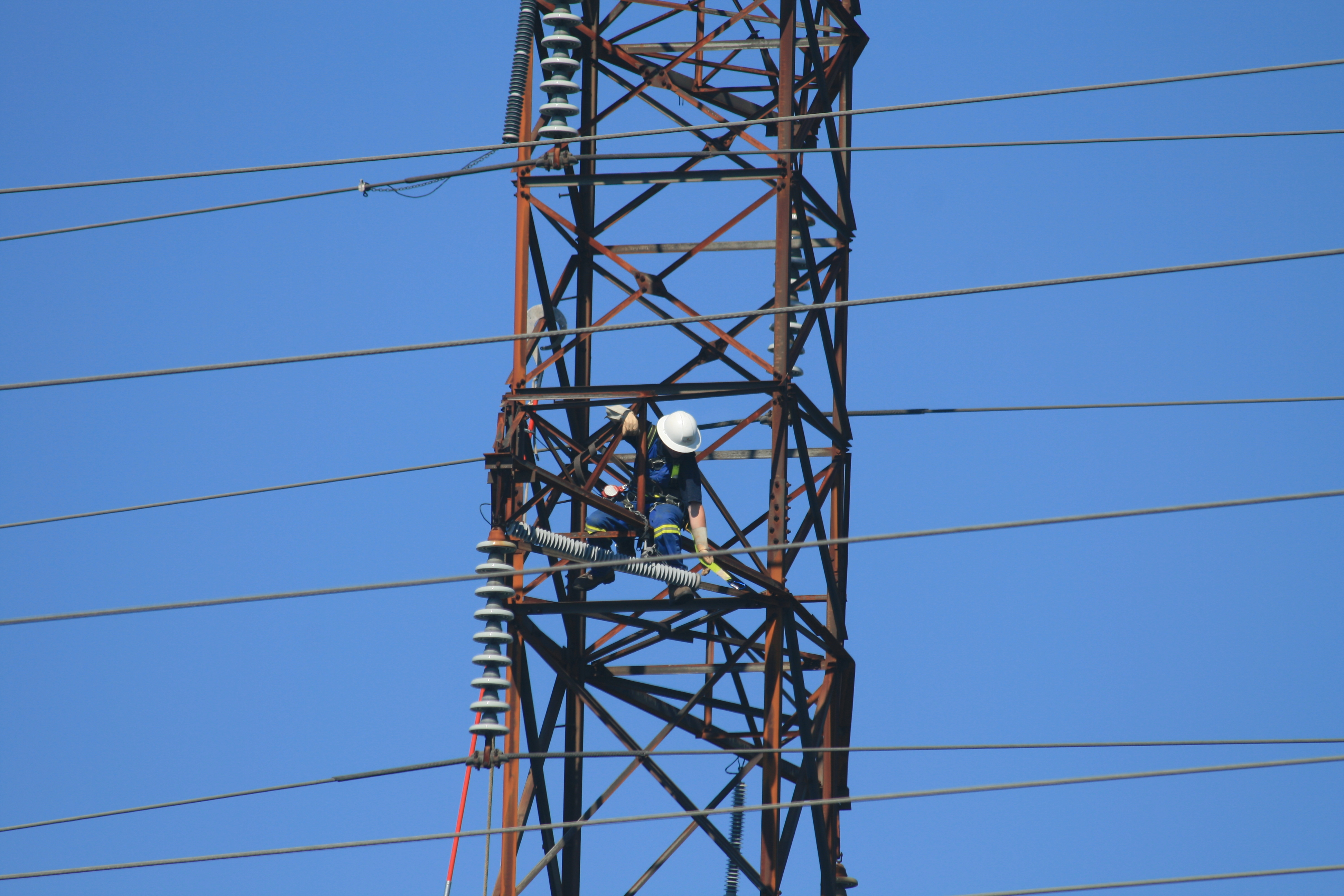
Un monteur de ligne d'Énergie NB inspecte une ligne à haute tension à Saint-Jean (Nouveau-Brunswick).

Bien que les activités de production de l'énergie soient largement libéralisées, y compris dans le domaine de la production d'électricité, où l'opérateur généralement public n'est plus le seul fournisseur d'électricité de la province, les domaines du transport et de la distribution du gaz naturel et de l'électricité restent généralement des monopoles réglementés par des commissions des services publics ou régies de l'énergie. Dans le domaine de l'électricité, la majorité des provinces contrôlent toujours les sociétés de transport et de distribution. Les tarifs d'électricité sont moins élevés dans les provinces, comme le Manitoba et la Colombie-Britannique, où l'État dispose d'un vaste parc hydroélectrique et distribue l'électricité tandis que les tarifs les plus élevés sont payés dans les provinces de l'Atlantique et en Alberta, où l'électricité provient majoritairement de sources thermiques.
En vertu de leurs compétences sur le développement des ressources naturelles, l'aménagement du territoire et l'environnement, les provinces ont aussi le pouvoir d'encourager ou de limiter le développement énergétique sur leur territoire, en accordant des baux sur les terres de la Couronne ou en imposant des mécanismes de tarification incitative (feed-in tariff) pour accélérer le développement des énergies renouvelables.
Les provinces productrices ont par ailleurs mis en place un système de redevances et de taxes sur la production du pétrole et du gaz naturel. Elles accordent également les permis de production et soutiennent financièrement les forages.
| Ville         | Distributeur                | Résidentiel | Petite puissance | Moyenne puissance | Grande puissance |
| ------------- | --------------------------- | ----------- | ---------------- | ----------------- | ---------------- |
| Saint-Jean    | Newfoundland Power/NL Hydro | 11,02       | 11,32            | 8,45              | 3,98             |
| Charlottetown | Maritime Electric           | 17,29       | 17,98            | 15,68             | 10,72            |
| Halifax       | Nova Scotia Power           | 12,88       | 12,65            | 10,45             | 7,70             |
| Moncton       | Énergie NB                  | 11,66       | 12,09            | 10,66             | 6,66             |
| Montréal      | Hydro-Québec                | 6,87        | 8,94             | 7,21              | 4,53             |
| Ottawa        | Hydro Ottawa                | 11,27       | 10,75            | 8,76              | 8,15             |
| Toronto       | Toronto Hydro               | 11,46       | 11,07            | 9,33              | 8,29             |
| Winnipeg      | Manitoba Hydro              | 6,94        | 6,83             | 5,21              | 3,45             |
| Regina        | SaskPower                   | 10,91       | 8,76             | 8,12              | 5,11             |
| Edmonton      | EPCOR                       | 10,22       | 9,81             | 7,50              | 5,69             |
| Calgary       | ENMAX                       | 12,13       | 11,81            | 10,39             | 9,38             |
| Vancouver     | BC Hydro                    | 7,13        | 8,02             | 5,62              | 4,03             |

### Efficacité énergétique
En vertu de ses pouvoirs en matière de commerce international, le gouvernement fédéral joue un rôle majeur dans les domaines de l'efficacité énergétique et de la normalisation. Les différentes normes canadiennes. se contentent souvent de calquer les mesures en vigueur aux États-Unis, son voisin et principal partenaire commercial. Ainsi, les règles en matière d'efficacité énergétique dans le secteur de l'automobile sont des adaptations des CAFE que le National Highway Traffic Safety Administration impose à son industrie automobile, tandis que le programme ÉnerGuide d'étiquetage de l'efficacité énergétique des électroménagers, des appareils électroniques et du matériel de bureau, entre autres, sont le pendant canadien du programme Energy Star, de l'Environmental Protection Agency.

### Fiscalité
Le Parti libéral, mené par Justin Trudeau, qui a remporté les législatives le 19 octobre 2015, a promis d'adopter une politique de lutte contre le réchauffement climatique via une taxe carbone. En réalité, il semble qu'il s'agisse plutôt d'un système de marchés du carbone au niveau des provinces, mais avec un prix de base au niveau fédéral.

### Mobilité électrique
Le gouvernement canadien annonce en juin 2021 qu'il « exigera que 100 % des ventes de voitures et de camionnettes soient à zéro émission d’ici 2035 au Canada afin de protéger l’environnement », soit cinq ans plus tôt qu'en France. Il décide des mesures incitatives, notamment un bonus de 5 000 $ pour tout véhicule électrique vendu moins de 55 000 $.

## Impact environnemental

### Émissions de gaz à effet de serre

Carte du Canada indiquant les augmentations des émissions de GES par province/territoire en 2008, comparativement à l'année de base 1990.
augmentation de 50 % et plus
augmentation de 30 % à 50 %
augmentation de 20 % à 30 %
augmentation de 10 % à 20 %
augmentation de 0 % à 10 %
diminution de 0 % à 10 %
Chaque carré représente des émissions de 2 tonnes CO2 éq. par habitant

L'exploitation des sables bitumineux de l'Athabasca crée de graves pressions sur l'environnement et a fait du Canada l'un des plus grands émetteurs de gaz à effet de serre par habitant au début du XXIe siècle, ce qui a entaché sa réputation internationale,.
Bien que le Canada se soit engagé à titre de signataire du protocole de Kyōto à réduire ses émissions de gaz à effet de serre à 6 % sous les niveaux de l'année de référence 1990 pour la période 2008-2012, le pays n'a toujours pas mis en œuvre un plan de réduction des émissions.
Déjà, en 2006, le gouvernement minoritaire du premier ministre conservateur Stephen Harper a annoncé qu'il n'atteindrait pas les engagements du Canada, malgré plusieurs projets de lois adoptés par les partis d'opposition à la Chambre des communes du Canada.
Depuis, l'absence de crédibilité du Canada en matière environnementale est la cible de critiques soutenues de la communauté internationale. À la fin de 2009, le Canada a été successivement pointé du doigt à la conférence de l'APEC, au sommet du Commonwealth et à la conférence de Copenhague.
Pendant que le gouvernement fédéral tardait à mettre en place un mécanisme de contrôle et de réduction crédible, plusieurs gouvernements provinciaux ont mis en place des programmes substantiels afin de réduire les émissions sur leurs territoires respectifs. La Colombie-Britannique, le Manitoba, l'Ontario et le Québec ont joint les rangs de la Western Climate Initiative, un groupe de 7 états de l'ouest des États-Unis dont l'objectif est de mettre en place un cadre commun de plafonnement et d'échange de crédits de carbone. Ces mêmes provinces ont également pris des engagements à l'égard de la réduction et annoncé des mesures concrètes de réduction des gaz à effet de serre.
Les programmes de réduction dans d'autres provinces, et en particulier en Alberta, étaient beaucoup moins avancés en 2009, selon une évaluation du think tank Pembina Institute, qui déplore que les objectifs albertains soient « dangereusement bas » et qu'ils aillent « à contre-sens de la grande majorité des juridictions dans le monde industrialisé ».
À la veille de la COP21, le gouvernement de l'Alberta a dévoilé son plan de lutte contre les changements climatiques, qui prévoit une augmentation du prix des émissions de gaz à effet de serre, de 15 $ la tonne en 2015 à 20 $ en janvier 2017 et 30 $ la tonne en 2018. L'argent de la taxe servira notamment à créer un fonds d'ajustement pour les entreprises et leurs travailleurs et à investir dans les transports en commun et les infrastructures vertes. Le scénario présenté prévoit que 30 % de l'électricité de l'Alberta proviendra d'énergies renouvelables d'ici 2030, contre environ 9 % en 2015, et la fin de la pollution par le charbon, qui sera remplacé par étapes. La province compte 18 centrales au charbon qui lui fournissent la moitié de son électricité. L'industrie des sables bitumineux sera mise à contribution : le gouvernement lui impose une limite annuelle d'émission de gaz à effet de serre de 100 mégatonnes. Les groupes environnementaux auraient voulu un plafond plus bas, car les sables bitumineux sont responsables de la moitié de l'augmentation des gaz à effet de serre du Canada depuis 1990.
La ministre de l'Environnement, Catherine McKenna, a annoncé le 21 novembre 2016 que le Canada va fermer ses centrales au charbon d'ici 2030 pour accélérer la réduction des émissions de gaz à effet de serre dans le cadre de l'accord de Paris sur le climat. Ces centrales rejettent environ 10 % des émissions totales de GES au Canada. Elle a fixé comme nouvel objectif de réduire de 80 % les émissions de GES d'ici 2050 par rapport au niveau de 2005.

#### Statistiques
En 2023, les émissions de gaz à effet de serre (GHG) liées à l'énergie au Canada s'élevaient à 598 Mt CO2eq. En 2022, elles étaient de 599 Mt, soit 1,6 % des émissions mondiales, loin derrière la Chine (29,7 %), les États-Unis (13,3 %), l'Inde (7,2 %), la Russie (5,5 %) et le Japon (2,6 %) ; l'Union européenne totalisait 6,8 %.
Voici l'évolution de ces émissions liées à l'énergie, comparée à celle de l'Union européenne :
|                                                                | 1971  | 1990  | 2023  | var. 2023/1971 | var. 2023/1990 | var.UE27 2023/1990 | part en 2023 |
| Émissions GHG liées à l'énergie                                | 369   | 450   | 598   | +62 %          | +33 %          | -34,5 %            |              |
| Émissions GHG par combustion de combustibles fossiles (Mt CO2) | 345,5 | 416,1 | 527,5 | +53 %          | +26,8 %        | -34,1 %            | 100 %        |
| dont pétrole                                                   | 211,6 | 197,6 | 247,5 | +17 %          | +25,3 %        | -22,1 %            | 47 %         |
| dont gaz naturel                                               | 68,4  | 119,3 | 244,8 | +258 %         | +105 %         | +15,2 %            | 46 %         |
| dont charbon                                                   | 64,4  | 96,5  | 31,9  | -50,5 %        | -66,9 %        | -67,1 %            | 6 %          |
| Source : Agence internationale de l'énergie                    |       |       |       |                |                |                    |              |

Les émissions de gaz à effet de serre liées à la combustion de combustibles fossiles au Canada ont connu une très forte progression jusqu'en 2007 (560,1 Mt, soit +62 % en 36 ans), puis elles ont reculé de 8,1 % en 2 ans sous l'effet de la crise économique mondiale de 2008 avant de retrouver en 2018 un nouveau pic supérieur à celui de 2007 : 565,5 Mt ; depuis, elles ont baissé de 6,7 % en cinq ans.
Selon l'Agence internationale de l'énergie (AIE), les émissions de CO2 dues à la combustion par habitant étaient en 2023 de 12,98 t CO2, soit 3,03 fois la moyenne mondiale : 4,29 t/hab (en 2022) et 3,4 fois celles de la France : 3,83 t/hab, mais inférieures de 4 % à celles des États-Unis : 13,53 t/hab.
|                                             | 1971  | 1990  | 2023  | Var. 2023/1971 | Var. 2023/1990 | Var. UE27 2023/1990 |
| Émissions CO2/habitant (t CO2)              | 15,49 | 14,78 | 12,98 | -16,2 %        | -12,2 %        | -39,0 %             |
| Source : Agence internationale de l'énergie |       |       |       |                |                |                     |

| | Émissions 2022      | part du secteur | Émissions/habitant | Émiss./hab. UE-27 |
| Secteur | Millions tonnes CO2 | %               | tonnes CO2/hab.    | tonnes CO2/hab.   |
| Secteur énergie hors élec. | 130,6               | 25 %            | 3,35               | 0,37              |
| Industrie et construction | 92,4                | 18 %            | 2,37               | 1,42              |
| Transport | 165,1               | 31,5 %          | 4,24               | 1,78              |
| dont transport routier | 136,3               | 26 %            | 3,50               | 1,66              |
| Résidentiel | 61,0                | 11,7 %          | 1,57               | 1,14              |
| Tertiaire | 53,5                | 10,2 %          | 1,37               | 0,73              |
| Total | 523,3               | 100 %           | 13,44              | 5,61              |
| Source : Agence internationale de l'énergie * après ré-allocation des émissions de la production d'électricité et de chaleur aux secteurs de consommation |                     |                 |                    |                   |

Les émissions de CO2 par habitant sont très élevées : 2,4 fois celles de l'Union européenne ; le ratio émissions Canada/émissions Europe est particulièrement élevé dans les transports : 2,4 (du fait, en particulier, des grandes distances) et surtout dans le secteur énergie : 9,1, du fait des consommations d'énergie considérables liées à l'extraction et au traitement des sables bitumineux.
|                                       | en kt éq. CO2 | en kt éq. CO2 | en kt éq. CO2 | en kt éq. CO2 | en kt éq. CO2 | en kt éq. CO2 | en kt éq. CO2 | en kt éq. CO2 | Variation 1990-2008 (%) | Part du total 2008 (%) |
|                                       | 1990          | 1995          | 2000          | 2004          | 2005          | 2006          | 2007          | 2008          | Variation 1990-2008 (%) | Part du total 2008 (%) |
| ------------------------------------- | ------------- | ------------- | ------------- | ------------- | ------------- | ------------- | ------------- | ------------- | ----------------------- | ---------------------- |
| Électricité                           | 95 500        | 101 000       | 132 000       | 127 000       | 125 000       | 117 000       | 125 000       | 119 000       | 24,6 %                  | 16,2 %                 |
| Industries des combustibles           | 51 000        | 54 000        | 66 000        | 72 000        | 66 000        | 66 000        | 70 000        | 68 000        | 33,3 %                  | 9,3 %                  |
| Mines et extraction de pétrole et gaz | 6 190         | 7 840         | 10 400        | 14 900        | 15 600        | 16 800        | 23 200        | 23 900        | 286,1 %                 | 3,3 %                  |
| Combustion industrielle               | 55 000        | 53 300        | 53 400        | 51 500        | 47 600        | 47 000        | 49 400        | 43 400        | 21,1 %                  | 5,9 %                  |
| Résidentiel                           | 43 000        | 45 000        | 45 000        | 43 000        | 42 000        | 40 000        | 44 000        | 43 000        | 0 %                     | 5,9 %                  |
| Commercial et institutionnel          | 25 700        | 28 900        | 33 100        | 37 700        | 36 700        | 33 400        | 34 900        | 34 900        | 35,8 %                  | 4,8 %                  |
| Transport                             | 145 000       | 159 000       | 178 000       | 188 000       | 192 000       | 191 000       | 199 000       | 198 000       | 36,6 %                  | 27,0 %                 |
| Sources fugitives                     | 42 700        | 57 000        | 64 700        | 65 600        | 64 700        | 65 800        | 64 700        | 63 800        | 49,4 %                  | 8,7 %                  |
| Usages énergétiques                   | 469 000       | 510 000       | 587 000       | 603 000       | 593 000       | 581 000       | 614 000       | 597 000       | 27,3 %                  | 81,3 %                 |
| Usages non-énergétiques               | 123 000       | 131 000       | 130 000       | 138 000       | 138 000       | 137 000       | 136 000       | 137 000       | 11,4 %                  | 18,7 %                 |
| Total des émissions                   | 592 000       | 641 000       | 717 000       | 741 000       | 731 000       | 718 000       | 750 000       | 734 000       | 24,0 %                  | 100,0 %                |

|                         | en kt éq. CO2 | en kt éq. CO2 | en kt éq. CO2 | en kt éq. CO2 | en kt éq. CO2 | en kt éq. CO2 | en kt éq. CO2 | en kt éq. CO2 | Variation 1990-2008 (%) | Part du total 2008 (%) |
|                         | 1990          | 1995          | 2000          | 2004          | 2005          | 2006          | 2007          | 2008          | Variation 1990-2008 (%) | Part du total 2008 (%) |
| ----------------------- | ------------- | ------------- | ------------- | ------------- | ------------- | ------------- | ------------- | ------------- | ----------------------- | ---------------------- |
| Terre-Neuve-et-Labrador | 9 450         | 8 250         | 8 720         | 10 100        | 10 100        | 9 530         | 10 700        | 10 100        | 6,9 %                   | 1,4 %                  |
| Île-du-Prince-Édouard   | 1 980         | 1 880         | 2 200         | 2 290         | 2 230         | 2 110         | 2 070         | 1 970         | -0,5 %                  | 0,3 %                  |
| Nouvelle-Écosse         | 19 000        | 18 600        | 20 900        | 22 800        | 21 800        | 20 100        | 20 700        | 20 900        | 10,0 %                  | 2,9 %                  |
| Nouveau-Brunswick       | 15 900        | 16 800        | 19 900        | 21 300        | 21 000        | 18 700        | 19 100        | 18 000        | 13,2 %                  | 2,5 %                  |
| Québec                  | 82 800        | 79 400        | 82 300        | 89 100        | 85 400        | 83 800        | 86 800        | 82 000        | -1,0 %                  | 11,2 %                 |
| Ontario                 | 176 000       | 174 000       | 200 000       | 199 000       | 200 000       | 192 000       | 200 000       | 190 000       | 8,0 %                   | 26,0 %                 |
| Manitoba                | 18 600        | 19 800        | 21 200        | 21 400        | 21 000        | 21 100        | 21 700        | 21 900        | 17,7 %                  | 3,0 %                  |
| Saskatchewan            | 43 400        | 59 100        | 66 500        | 71 700        | 72 300        | 71 300        | 74 000        | 75 000        | 72,8 %                  | 10,3 %                 |
| Alberta                 | 171 000       | 200 000       | 226 000       | 234 000       | 231 000       | 234 000       | 246 000       | 244 000       | 42,7 %                  | 33,4 %                 |
| Colombie-Britannique    | 49 300        | 57 500        | 61 600        | 64 600        | 62 100        | 61 100        | 64 500        | 65 100        | 32,0 %                  | 8,9 %                  |
| Territoires             | 2 031         | 2 438         | 2 054         | 2 090         | 1 946         | 1 784         | 2 267         | 2 161         | 6,4 %                   | 0,3 %                  |
| Canada                  | 589 461       | 635 330       | 709 320       | 738 380       | 728 876       | 715 524       | 747 837       | 731 131       | 24,0 %                  | 100 %                  |

### Pollution de l'eau, de l'air et des sols
L'exploitation des sables bitumineux de l'Athabasca entraine une déforestation massive, la création d'immenses étangs de décantation de boues toxiques, pouvant contenir de l'arsenic, du plomb, et du mercure, le déversement dans l'atmosphère de quantités importantes de dioxyde d'azote et de dioxyde de soufre, et ses bassins de décantation entraînent également des émanations de composés organiques volatils et de sulfure d'hydrogène.